# Record mondiali di atletica leggera paralimpica
I record mondiali di atletica leggera paralimpica rappresentano le migliori prestazioni di atletica leggera paralimpica stabilite a livello mondiale e ratificate ufficialmente dal Comitato Paralimpico Internazionale (IPC).

## Maschili
Statistiche aggiornate al 1 ottobre 2023.

### 100 metri piani

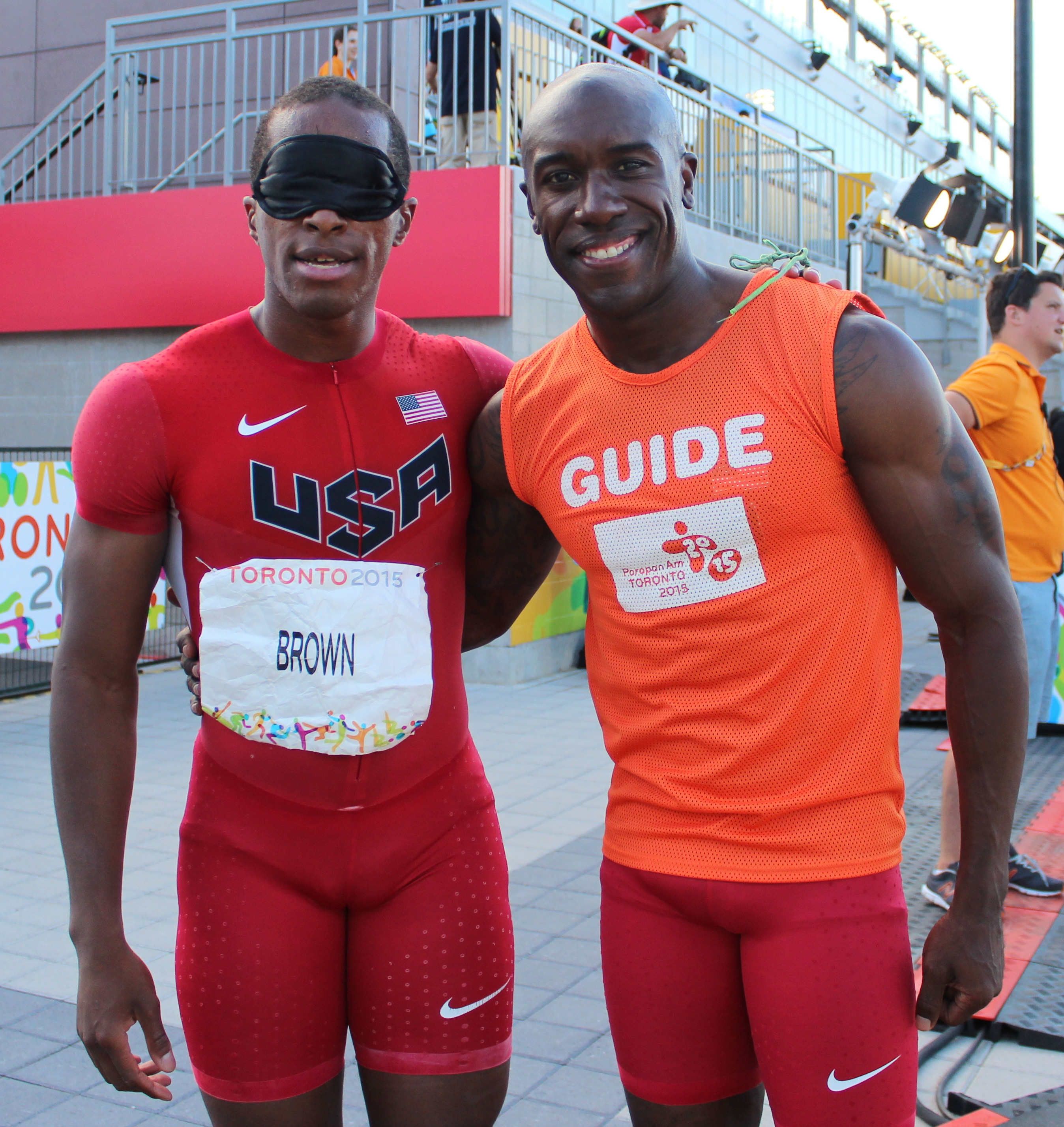
David Brown (a sinistra), detentore del record mondiale nei 200 m T11

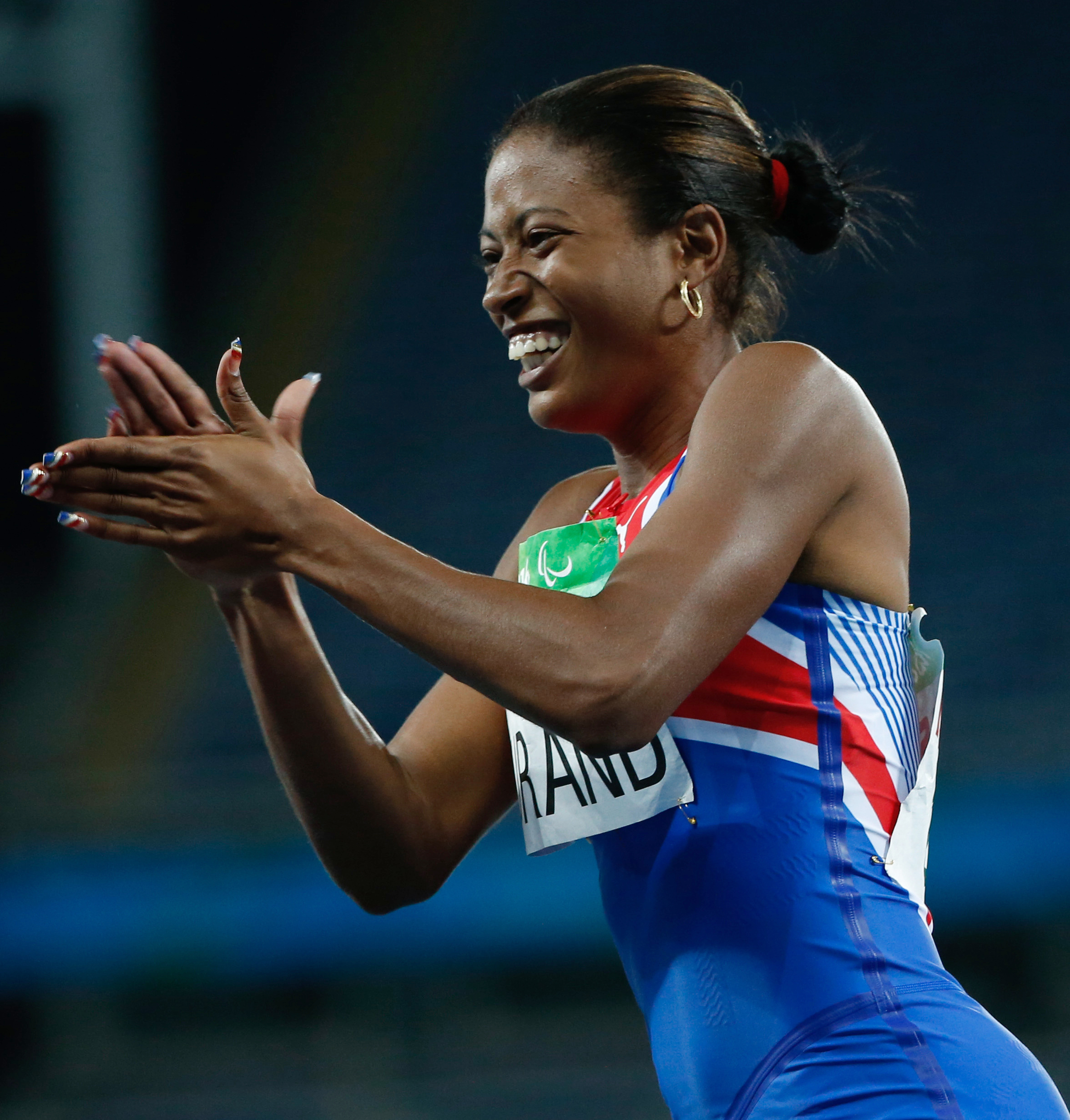
Omara Durand, primatista mondiale dei 100, 200, 400 m T12 e 200 m T13

| Categoria | Prestazione      | Atleta                | Nazione        | Data              | Luogo                      |
| --------- | ---------------- | --------------------- | -------------- | ----------------- | -------------------------- |
| T11       | 10"82 (+1,2 m/s) | Athanasios Ghavelas   | Grecia         | 2 settembre 2021  | Tokyo, Giappone            |
| T12       | 10"43 (+0,2 m/s) | Salum Ageze Kashafali | Norvegia       | 29 agosto 2021    | Tokyo, Giappone            |
| T13       | 10"46 (+0,6 m/s) | Jason Smyth           | Irlanda        | 1º settembre 2012 | Londra, Regno Unito        |
| T32       | 23"25 (0,0 m/s)  | Martin McDonagh       | Irlanda        | 13 agosto 1999    | Nottingham, Regno Unito    |
| T33       | 16"24 (0,0 m/s)  | John Stephen          | Tanzania       | 13 giugno 2003    | Dar es Salaam, Tanzania    |
| T34       | 14"46 (+0,6 m/s) | Walid Ktila           | Tunisia        | 1º giugno 2019    | Arbon, Svizzera            |
| T35       | 11"39 (0,0 m/s)  | Dmitrij Safronov      | Russia         | 30 agosto 2021    | Tokyo, Giappone            |
| T36       | 11"72 (+0,7 m/s) | James Turner          | Australia      | 10 novembre 2019  | Dubai, Emirati Arabi Uniti |
| T37       | 10"95 (+0,3 m/s) | Nick Mayhugh          | Stati Uniti    | 27 agosto 2021    | Tokyo, Giappone            |
| T38       | 10"74 (-0,3 m/s) | Hu Jianwen            | Cina           | 13 settembre 2016 | Rio de Janeiro, Brasile    |
| T42       | 12"04 (-0,5 m/s) | Anton Prokhorov       | Russia         | 30 agosto 2021    | Tokyo, Giappone            |
| T43       | record vacante   | record vacante        | record vacante | record vacante    | record vacante             |
| T44       | 11"00 (+1,1 m/s) | Mpumelelo Mhlongo     | Sudafrica      | 11 novembre 2019  | Dubai, Emirati Arabi Uniti |
| T45       | 10"94 (+0,2 m/s) | Yohansson Nascimento  | Brasile        | 6 settembre 2012  | Londra, Regno Unito        |
| T46/47    | 10"42 (+0,3 m/s) | Petrúcio Ferreira     | Brasile        | 12 novembre 2019  | Dubai, Emirati Arabi Uniti |
| T51       | 19"71 (+0,4 m/s) | Peter Genyn           | Belgio         | 4 settembre 2020  | Bruxelles, Belgio          |
| T52       | 16"41 (+0,2 m/s) | Raymond Martin        | Stati Uniti    | 30 maggio 2019    | Arbon, Svizzera            |
| T53       | 14"10 (+0,7 m/s) | Brent Lakatos         | Canada         | 27 maggio 2017    | Arbon, Svizzera            |
| T54       | 13"63 (+1,0 m/s) | Leo-Pekka Tähti       | Finlandia      | 1º settembre 2012 | Londra, Regno Unito        |
| T61       | 12"73 (+0,9 m/s) | Ali Lacin             | Germania       | 3 luglio 2020     | Berlino, Germania          |
| T62       | 10"54 (+1,6 m/s) | Johannes Floors       | Germania       | 10 novembre 2019  | Dubai, Emirati Arabi Uniti |
| T63       | 11"95 (+1,9 m/s) | Vinícius Rodrigues    | Brasile        | 25 aprile 2019    | San Paolo, Brasile         |
| T64       | 10"61 (+1,4 m/s) | Richard Browne        | Stati Uniti    | 29 ottobre 2015   | Doha, Qatar                |

### 200 metri piani

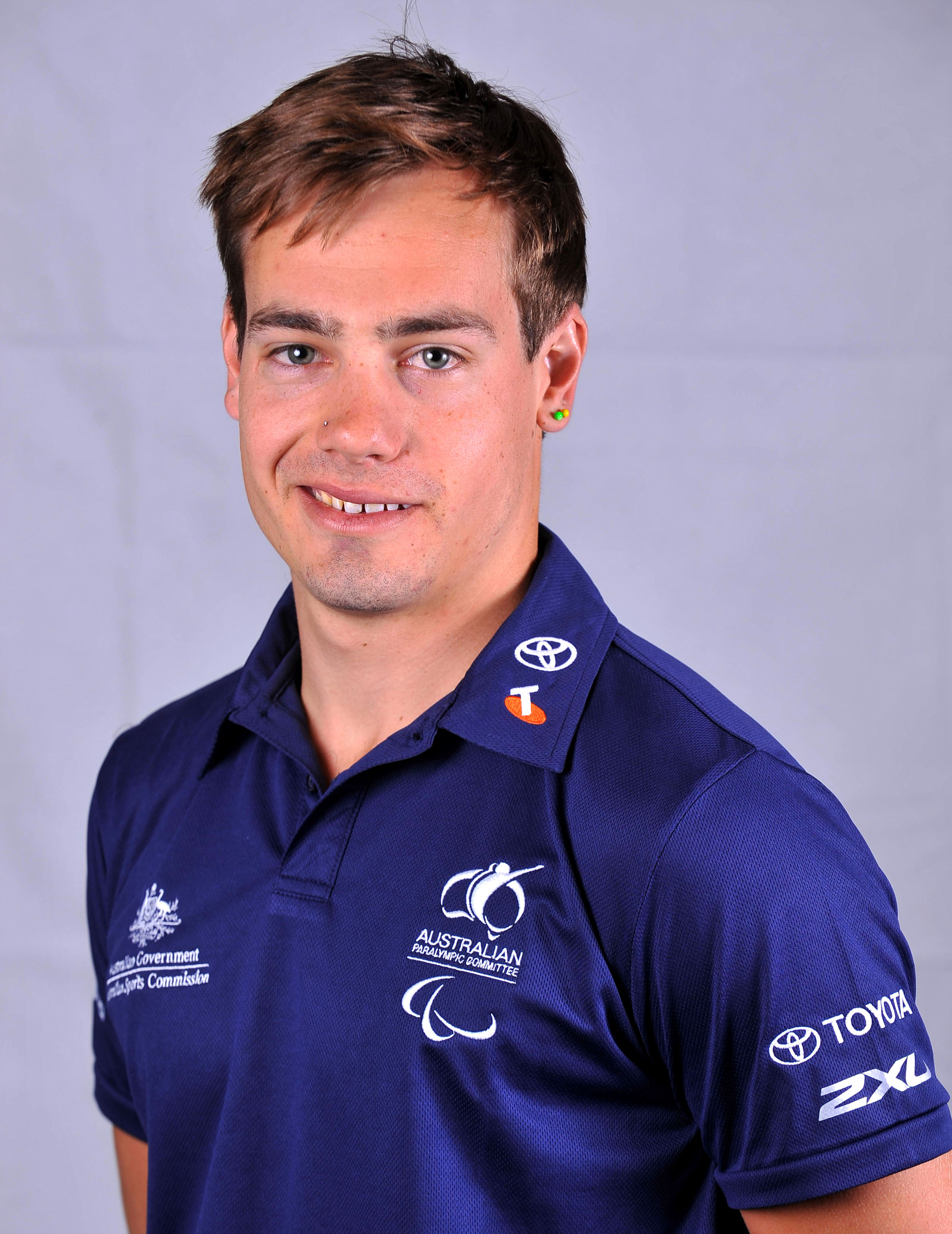
Evan O'Hanlon, primatista mondiale nella specialità dei 200 m T38

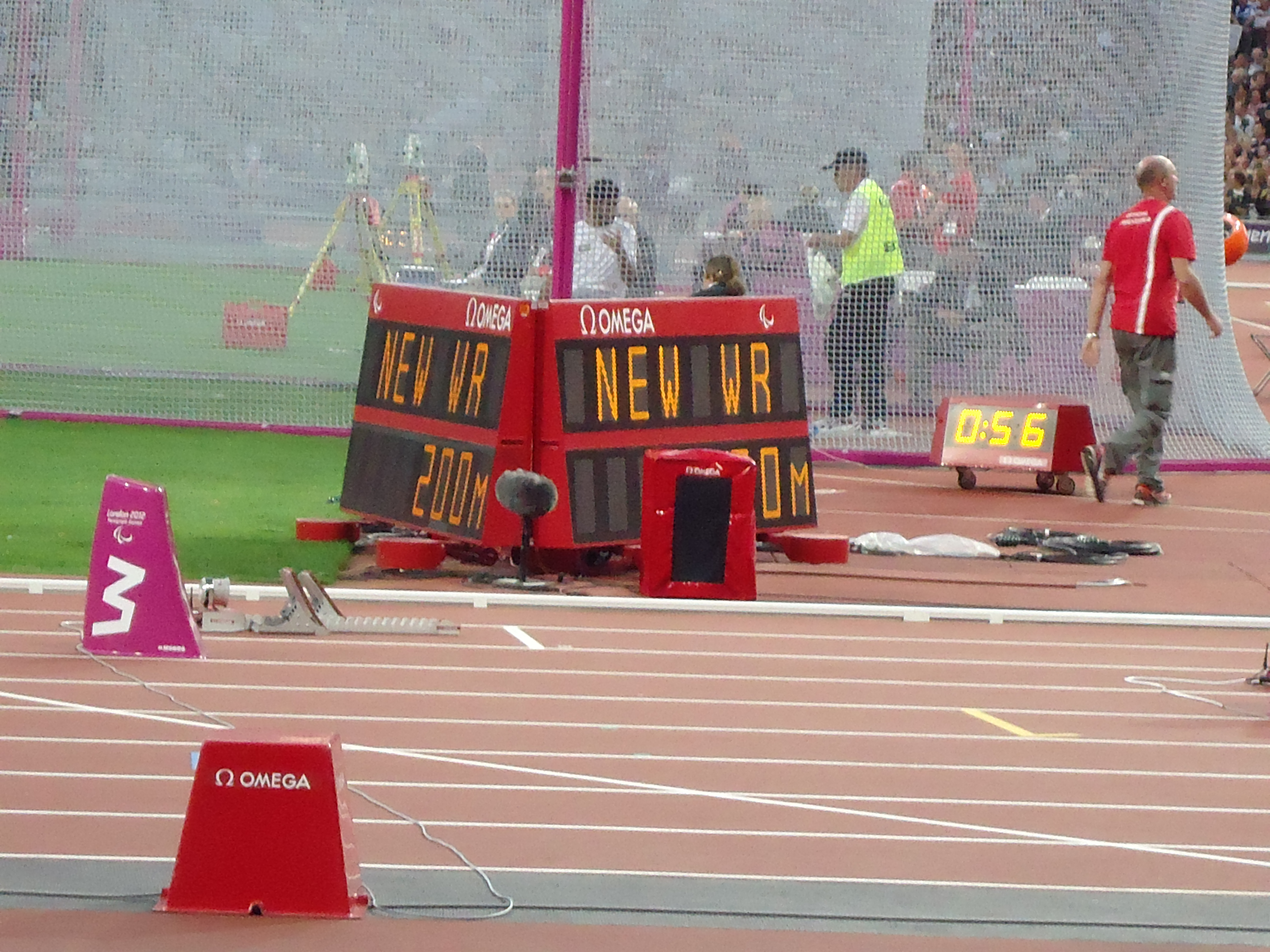
Il tabellone luminoso mostra il nuovo record mondiale di Jason Smyth nei 200 m T13 a Londra 2012

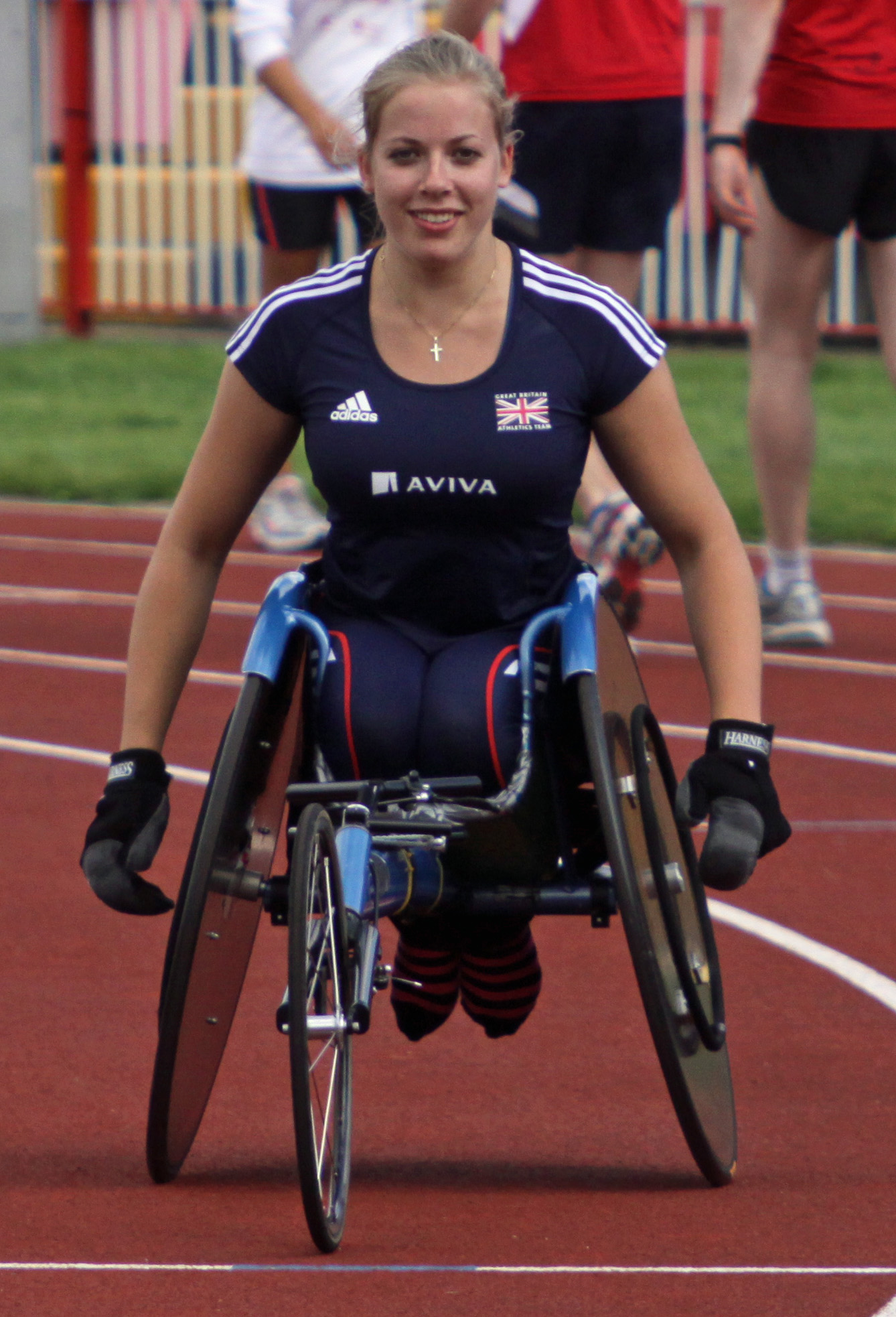
Hannah Cockroft, detentrice del record mondiale nei 100, 200, 400, 800 e 1500 m T34

| Categoria | Prestazione      | Atleta                   | Nazione        | Data              | Luogo                              |
| --------- | ---------------- | ------------------------ | -------------- | ----------------- | ---------------------------------- |
| T11       | 22"41 (+1,6 m/s) | David Brown              | Stati Uniti    | 18 aprile 2014    | Walnut, Stati Uniti d'America      |
| T12       | 21"55 (+0,8 m/s) | Noah Malone              | Stati Uniti    | 7 maggio 2021     | Terre Haute, Stati Uniti d'America |
| T13       | 21"05 (-0,3 m/s) | Jason Smyth              | Irlanda        | 7 settembre 2012  | Londra, Regno Unito                |
| T13       | 21"05 (+1,7 m/s) | Jason Smyth              | Irlanda        | 21 luglio 2013    | Lione, Francia                     |
| T32       | 46"81 (0,0 m/s)  | Martin McDonagh          | Irlanda        | 28 luglio 2001    | Nottingham, Regno Unito            |
| T33       | 29"00 (+1,0 m/s) | Ahmad Almutairi          | Kuwait         | 2 giugno 2017     | Nottwil, Svizzera                  |
| T34       | 25"91 (+0,5 m/s) | Walid Ktila              | Tunisia        | 1º giugno 2019    | Arbon, Svizzera                    |
| T35       | 23"00 (+0,3 m/s) | Dmitrij Safronov         | Russia         | 4 settembre 2021  | Tokyo, Giappone                    |
| T36       | 24"09 (-0,2 m/s) | James Turner             | Australia      | 17 luglio 2017    | Londra, Regno Unito                |
| T37       | 21"91 (+1,0 m/s) | Nick Mayhugh             | Stati Uniti    | 4 settembre 2021  | Tokyo, Giappone                    |
| T38       | 21"82 (-0,2 m/s) | Evan O'Hanlon            | Australia      | 8 settembre 2012  | Londra, Regno Unito                |
| T42       | record vacante   | record vacante           | record vacante | record vacante    | record vacante                     |
| T43       | 39"51 (+1,0 m/s) | Achileas Stamatiadis     | Grecia         | 10 luglio 2021    | Salonicco, Grecia                  |
| T44       | 22"81 (+1,3 m/s) | Mpumelelo Mhlongo        | Sudafrica      | 4 settembre 2021  | Tokyo, Giappone                    |
| T45       | 21"91 (+0,2 m/s) | Yohansson Nascimento     | Brasile        | 22 luglio 2013    | Lione, Francia                     |
| T46/47    | 21"17 (-2,2 m/s) | Petrúcio Ferreira        | Brasile        | 1º luglio 2018    | Berlino, Germania                  |
| T51       | 36"35 (+0,7 m/s) | Toni Piispanen           | Finlandia      | 8 agosto 2021     | Jyväskylä, Finlandia               |
| T52       | 30"02 (+0,8 m/s) | Raymond Martin           | Stati Uniti    | 10 maggio 2014    | Mesa, Stati Uniti d'America        |
| T53       | 25"04 (0,0 m/s)  | Brent Lakatos            | Canada         | 28 maggio 2017    | Arbon, Svizzera                    |
| T54       | 24"18 (+0,6 m/s) | Zhang Lixin              | Cina           | 12 settembre 2008 | Pechino, Cina                      |
| T61       | 23"03 (+0,6 m/s) | Ntando Mahlangu          | Sudafrica      | 1º agosto 2019    | Nottwil, Svizzera                  |
| T62       | 21"04 (-0,6 m/s) | Johannes Floors          | Germania       | 25 giugno 2021    | Leverkusen, Germania               |
| T63       | 26"36 (+0,6 m/s) | Puseletso Michael Mabote | Sudafrica      | 1º agosto 2019    | Nottwil, Svizzera                  |
| T64       | 21"27 (+0,9 m/s) | Richard Browne           | Stati Uniti    | 25 ottobre 2015   | Doha, Qatar                        |

### 400 metri piani

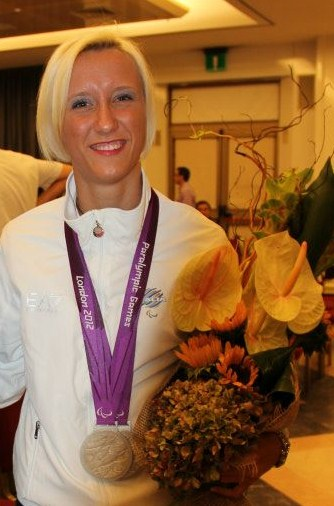
Oxana Corso, primatista mondiale nella specialità dei 400 m T35

| Categoria | Prestazione    | Atleta                        | Nazione        | Data              | Luogo                       |
| --------- | -------------- | ----------------------------- | -------------- | ----------------- | --------------------------- |
| T11       | 49"82          | Daniel Silva                  | Brasile        | 18 novembre 2011  | Guadalajara, Messico        |
| T12       | 47"59          | Abdeslam Hili                 | Marocco        | 2 settembre 2021  | Tokyo, Giappone             |
| T13       | 46"70          | Skander Djamil Athmani        | Algeria        | 2 settembre 2021  | Tokyo, Giappone             |
| T20       | 46"86          | Daniel Martins                | Brasile        | 27 aprile 2019    | San Paolo, Brasile          |
| T32       | 1'30"82        | Martin McDonagh               | Irlanda        | 14 agosto 1999    | Nottingham, Regno Unito     |
| T33       | 57"95          | Ahmad Almutairi               | Kuwait         | 26 luglio 2013    | Lione, Francia              |
| T34       | 49"08          | Walid Ktila                   | Tunisia        | 27 maggio 2017    | Arbon, Svizzera             |
| T35       | 56"61          | Dmitrij Safronov              | Russia         | 18 maggio 2014    | Nottwil, Svizzera           |
| T36       | 51"71          | James Turner                  | Australia      | 14 novembre 2019  | Dubai, Emirati Arabi Uniti  |
| T37       | 49"34          | Andrei Vdovin                 | Russia         | 1º settembre 2021 | Tokyo, Giappone             |
| T38       | 49"33          | Farhat Chida                  | Tunisia        | 29 gennaio 2011   | Christchurch, Nuova Zelanda |
| T42       | record vacante | record vacante                | record vacante | record vacante    | record vacante              |
| T43       | 1'32"90        | Achileas Stamatiadis          | Grecia         | 2 agosto 2020     | Atene, Grecia               |
| T44       | record vacante | record vacante                | record vacante | record vacante    | record vacante              |
| T45       | 49"21          | Yohansson Nascimento          | Brasile        | 4 settembre 2012  | Londra, Regno Unito         |
| T46/47    | 47"38          | Ayoub Sadni                   | Marocco        | 4 settembre 2021  | Tokyo, Giappone             |
| T51       | 1'15"23        | Edgar Cesareo Navarro Sanchez | Messico        | 17 dicembre 2018  | San Luis Potosí, Messico    |
| T52       | 55"13          | Tomoki Satō                   | Giappone       | 1º luglio 2018    | Machida, Giappone           |
| T53       | 46"61          | Pongsakorn Paeyo              | Thailandia     | 29 agosto 2021    | Tokyo, Giappone             |
| T54       | 43"46          | Yassine Gharbi                | Tunisia        | 19 marzo 2018     | Sharja, Emirati Arabi Uniti |
| T61       | 48"31          | Ntando Mahlangu               | Sudafrica      | 21 giugno 2019    | Leverkusen, Germania        |
| T62       | 45"78          | Johannes Floors               | Germania       | 15 novembre 2019  | Dubai, Emirati Arabi Uniti  |
| T63       | 1'02"50        | Atsushi Yamamoto              | Giappone       | 8 novembre 2020   | Tama, Giappone              |
| T64       | 49"66          | Michail Seitis                | Grecia         | 15 settembre 2016 | Rio de Janeiro, Brasile     |

### 800 metri piani
| Categoria | Prestazione    | Atleta                 | Nazione        | Data              | Luogo                       |
| --------- | -------------- | ---------------------- | -------------- | ----------------- | --------------------------- |
| T11       | 1'58"47        | Odair Santos           | Brasile        | 6 agosto 2011     | San Paolo, Brasile          |
| T12       | 1'50"02        | Egor Sharov            | Russia         | 22 luglio 2013    | Lione, Francia              |
| T13       | 1'50"70        | Abdellatif Baka        | Algeria        | 13 maggio 2015    | Seul, Corea del Sud         |
| T20       | 1'53"63        | Alexander Rabotnitskiy | Russia         | 28 ottobre 2015   | Doha, Qatar                 |
| T33       | 1'52"52        | Ahmad Almutairi        | Kuwait         | 25 ottobre 2015   | Doha, Qatar                 |
| T34       | 1'36"78        | Walid Ktila            | Tunisia        | 24 maggio 2021    | Arbon, Svizzera             |
| T35       | 2'29"47        | James Sands            | Regno Unito    | 31 luglio 1994    | Berlino, Germania           |
| T36       | 2'02"39        | James Turner           | Australia      | 17 settembre 2016 | Rio de Janeiro, Brasile     |
| T37       | 1'57"17        | Michael McKillop       | Irlanda        | 21 luglio 2013    | Lione, Francia              |
| T38       | 1'57"78        | Nate Riech             | Canada         | 30 giugno 2018    | Berlino, Germania           |
| T42       | record vacante | record vacante         | record vacante | record vacante    | record vacante              |
| T43       | record vacante | record vacante         | record vacante | record vacante    | record vacante              |
| T44       | 2'02"65        | Nour Alsana            | Arabia Saudita | 13 marzo 2018     | Dubai, Emirati Arabi Uniti  |
| T45       | 1'59"30        | Yagonny Reis de Sousa  | Brasile        | 8 giugno 2013     | San Paolo, Brasile          |
| T46       | 1'51"82        | Günther Matzinger      | Austria        | 8 settembre 2012  | Londra, Regno Unito         |
| T51       | 2'30"98        | Helder Mestre          | Portogallo     | 18 marzo 2018     | Sharja, Emirati Arabi Uniti |
| T52       | 1'51"57        | Tomoki Satō            | Giappone       | 21 gennaio 2019   | Canberra, Australia         |
| T53       | 1'31"69        | Brent Lakatos          | Canada         | 2 giugno 2019     | Arbon, Svizzera             |
| T54       | 1'29"54        | Daniel Romanchuk       | Stati Uniti    | 24 maggio 2021    | Arbon, Svizzera             |
| T61       | record vacante | record vacante         | record vacante | record vacante    | record vacante              |
| T62       | record vacante | record vacante         | record vacante | record vacante    | record vacante              |
| T63       | record vacante | record vacante         | record vacante | record vacante    | record vacante              |
| T64       | record vacante | record vacante         | record vacante | record vacante    | record vacante              |

### 1500 metri piani

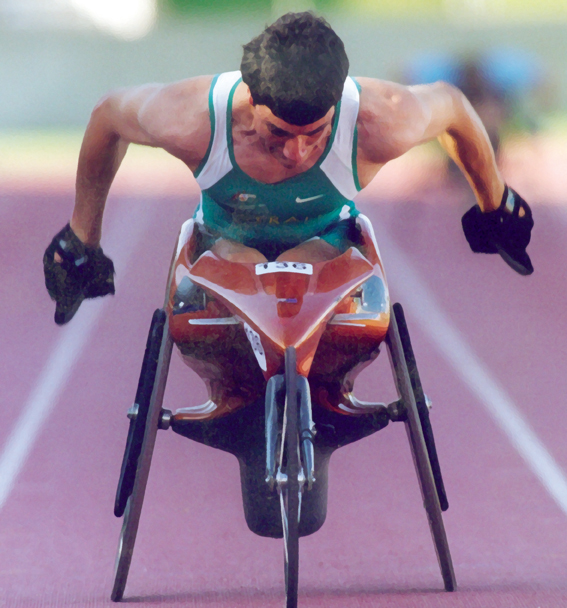
Lachlan Jones, detentore del record mondiale nei 1500 m T33

| Categoria | Prestazione    | Atleta                   | Nazione        | Data              | Luogo                             |
| --------- | -------------- | ------------------------ | -------------- | ----------------- | --------------------------------- |
| T11       | 3'57"60        | Yeltsin Jacques          | Brasile        | 31 agosto 2021    | Tokyo, Giappone                   |
| T12       | 3'41"34        | Jaryd Clifford           | Australia      | 11 marzo 2021     | Canberra, Australia               |
| T13       | 3'48"29        | Abdellatif Baka          | Algeria        | 11 settembre 2016 | Rio de Janeiro, Brasile           |
| T20       | 3'45"50        | Michael Brannigan        | Stati Uniti    | 11 febbraio 2017  | New York, Stati Uniti d'America   |
| T33       | 4'21"39        | Lachlan Jones            | Australia      | 7 luglio 2005     | New London, Stati Uniti d'America |
| T34       | 3'09"93        | Walid Ktila              | Tunisia        | 3 giugno 2017     | Nottwil, Svizzera                 |
| T35       | 4'58"65        | James Sands              | Regno Unito    | 26 luglio 1994    | Berlino, Germania                 |
| T36       | 4'32"89        | Artem Arefyev            | Russia         | 24 luglio 2013    | Lione, Francia                    |
| T37       | 3'59"54        | Michael McKillop         | Irlanda        | 8 maggio 2012     | Londra, Regno Unito               |
| T38       | 3'47"89        | Nate Riech               | Canada         | 29 maggio 2021    | Portland, Stati Uniti d'America   |
| T44       | record vacante | record vacante           | record vacante | record vacante    | record vacante                    |
| T45       | 4'08"26        | Pedro Meza Zempoaltecatl | Messico        | 20 settembre 2004 | Atene, Grecia                     |
| T46       | 3'46"51        | Michael Roeger           | Australia      | 4 febbraio 2017   | Sydney, Australia                 |
| T47       | record vacante | record vacante           | record vacante | record vacante    | record vacante                    |
| T51       | 4'53"50        | Helder Mestre            | Portogallo     | 20 marzo 2018     | Sharja, Emirati Arabi Uniti       |
| T52       | 3'25"08        | Tomoki Satō              | Giappone       | 1º luglio 2018    | Machida, Giappone                 |
| T53/54    | 2'49"55        | Marcel Hug               | Svizzera       | 31 agosto 2021    | Tokyo, Giappone                   |
| T61       | record vacante | record vacante           | record vacante | record vacante    | record vacante                    |
| T62       | record vacante | record vacante           | record vacante | record vacante    | record vacante                    |
| T63       | 5'33"85        | Kevin Messner            | Stati Uniti    | 16 maggio 2015    | Tempe, Stati Uniti d'America      |
| T64       | 4'33"46        | James Roland Ortiz       | Stati Uniti    | 19 aprile 2013    | Lawrence, Stati Uniti d'America   |

### 3000 metri piani
| Categoria | Prestazione | Atleta              | Nazione | Data           | Luogo           |
| --------- | ----------- | ------------------- | ------- | -------------- | --------------- |
| T44       | 10'45"6     | Pierni Nicolò Guido | Italia  | 26 aprile 2003 | Belluno, Italia |

### 5000 metri piani

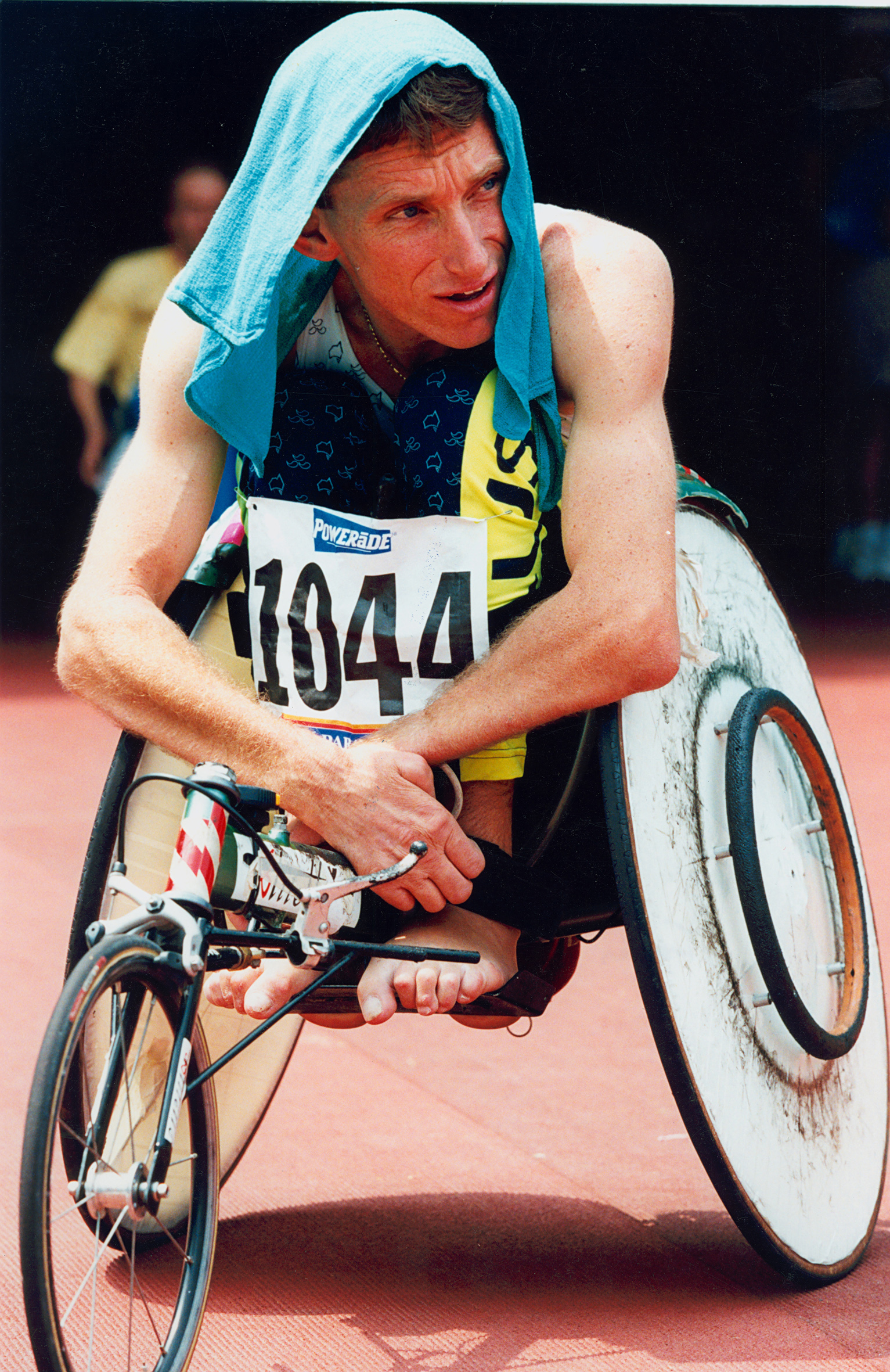
Fabian Blattman, primatista mondiale nei 5000 m T51

| Categoria | Prestazione    | Atleta                   | Nazione        | Data              | Luogo                           |
| --------- | -------------- | ------------------------ | -------------- | ----------------- | ------------------------------- |
| T11       | 15'11"07       | Henry Wanyoike           | Kenya          | 24 settembre 2004 | Atene, Grecia                   |
| T12       | 13'53"76       | El Amin Chentouf         | Marocco        | 3 settembre 2012  | Londra, Regno Unito             |
| T13       | 14'20"69       | Youssef Benibrahim       | Marocco        | 16 luglio 2017    | Londra, Regno Unito             |
| T20       | 14'09"51       | Michael Brannigan        | Stati Uniti    | 15 aprile 2017    | Torrance, Stati Uniti d'America |
| T34       | 12'02"00       | Ben Rowlings             | Regno Unito    | 5 giugno 2017     | Nottwil, Svizzera               |
| T35       | 17'42"42       | James Sands              | Regno Unito    | 12 settembre 1992 | Barcellona, Spagna              |
| T36       | 18'23"52       | Claudio da Silva         | Brasile        | 12 settembre 1992 | Barcellona, Spagna              |
| T37       | 15'54"50       | Liam Stanley             | Canada         | 11 dicembre 2020  | Victoria, Canada                |
| T38       | 15'00"42       | Nate Riech               | Canada         | 27 marzo 2021     | Victoria, Canada                |
| T44       | 19'09"9        | Pierni Nicolò Guido      | Italia         | 29 luglio 2023    | Domegge di Cadore, Italia       |
| T45       | 15'37"84       | Pedro Meza Zempoaltecatl | Messico        | 27 settembre 2004 | Atene, Grecia                   |
| T46       | 14'06"56       | Michael Roeger           | Australia      | 15 febbraio 2018  | Gold Coast, Australia           |
| T51       | 16'46"95       | Fabian Blattman          | Australia      | 29 gennaio 1999   | Sydney, Australia               |
| T52       | 12'27"54       | Tomoki Satō              | Giappone       | 22 gennaio 2019   | Canberra, Australia             |
| T53/54    | 9'42"83        | Daniel Romanchuk         | Stati Uniti    | 2 giugno 2019     | Arbon, Svizzera                 |
| T61       | record vacante | record vacante           | record vacante | record vacante    | record vacante                  |
| T62       | record vacante | record vacante           | record vacante | record vacante    | record vacante                  |
| T63       | record vacante | record vacante           | record vacante | record vacante    | record vacante                  |
| T64       | record vacante | record vacante           | record vacante | record vacante    | record vacante                  |

### 10000 metri piani

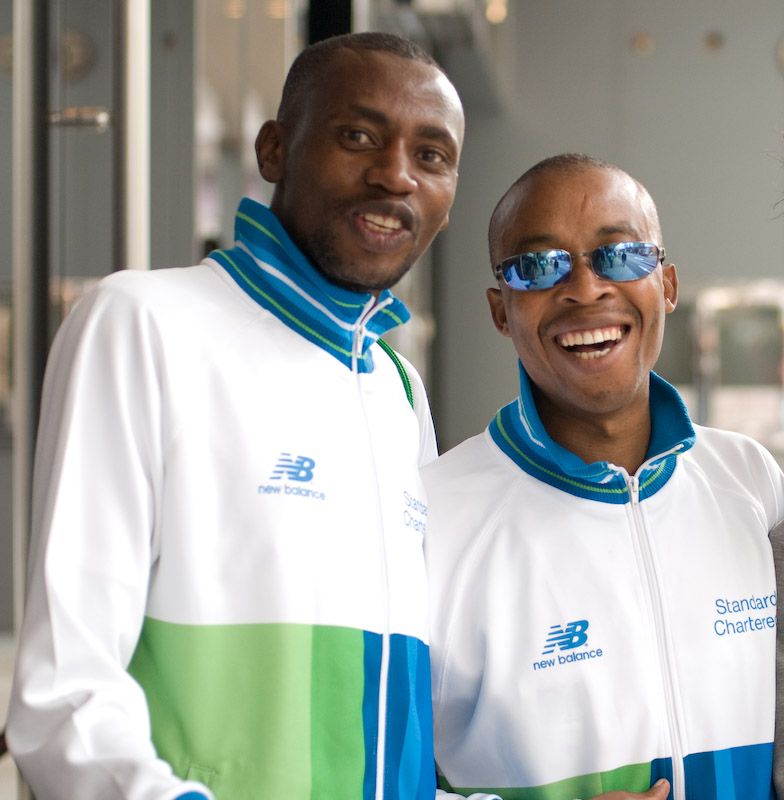
Henry Wanyoike (a destra), primatista mondiale nei 5000 e 10000 m T11, con la sua guida Joseph Kibunja

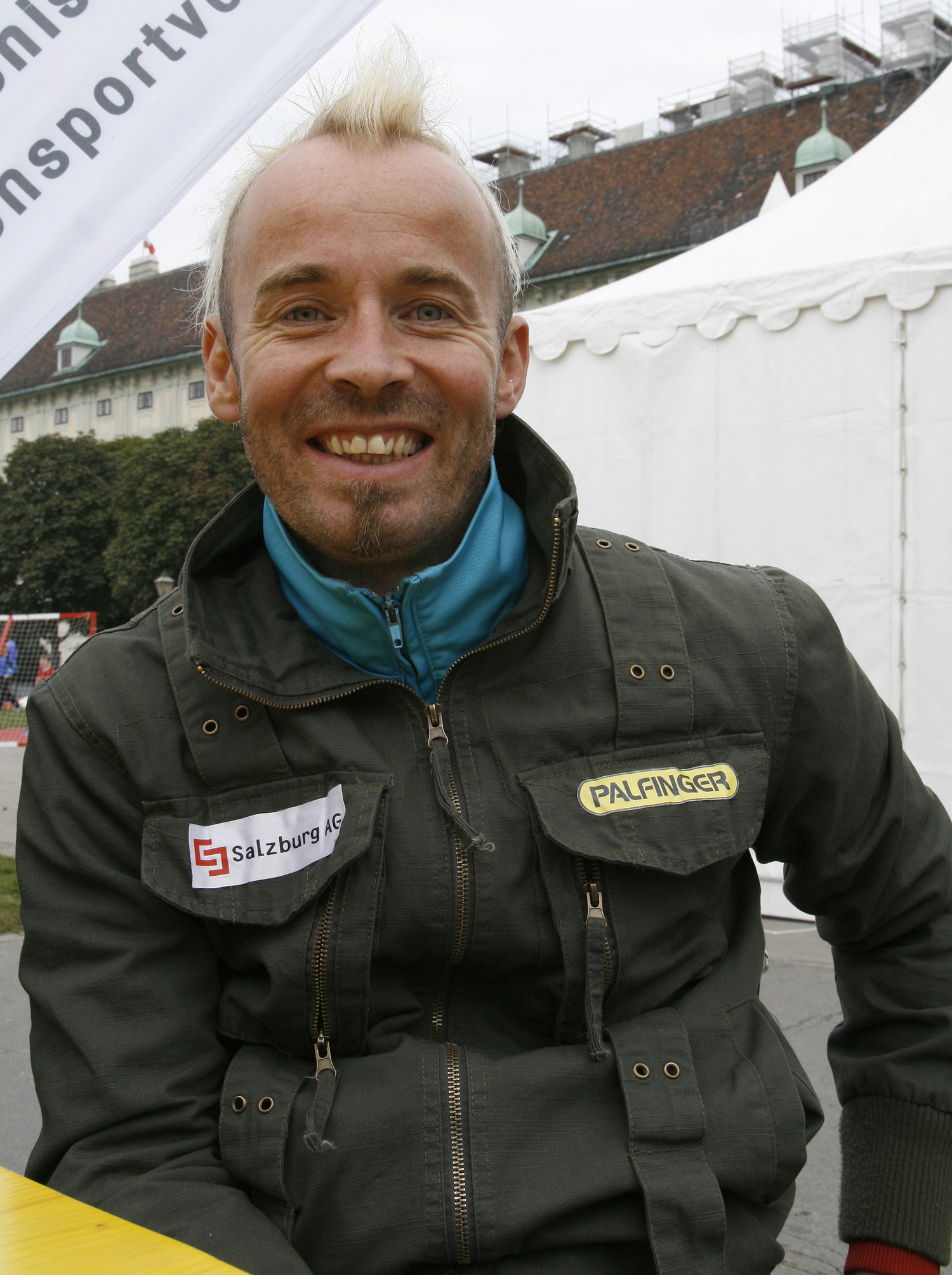
Thomas Geierspichler, detentore del record mondiale nei 10000 m T52

| Categoria | Prestazione    | Atleta               | Nazione        | Data              | Luogo              |
| --------- | -------------- | -------------------- | -------------- | ----------------- | ------------------ |
| T11       | 31'37"25       | Henry Wanyoike       | Kenya          | 19 settembre 2004 | Atene, Grecia      |
| T12       | 29'38"85       | El Amin Chentouf     | Marocco        | 23 luglio 2013    | Lione, Francia     |
| T13       | 31'41"85       | Said Gómez           | Panama         | 20 luglio 1998    | Madrid, Spagna     |
| T20       | record vacante | record vacante       | record vacante | record vacante    | record vacante     |
| T37       | 32'49"50       | Christoffer Vienberg | Danimarca      | 22 giugno 2019    | Aalborg, Danimarca |
| T44       | 39'13"54       | Pierni Nicolò Guido  | Italia         | 16 aprile 2023    | Treviso, Italia    |
| T46       | 30'15"35       | Jose Javier Conde    | Spagna         | 7 settembre 1992  | Barcellona, Spagna |
| T51       | 35'25"30       | Stefan Strobel       | Germania       | 1º giugno 2019    | Arbon, Svizzera    |
| T52       | 25'59"13       | Thomas Geierspichler | Austria        | 4 giugno 2005     | Arbon, Svizzera    |
| T53/54    | 19'45"05       | Marcel Hug           | Svizzera       | 27 maggio 2017    | Arbon, Svizzera    |
| T61       | record vacante | record vacante       | record vacante | record vacante    | record vacante     |
| T62       | record vacante | record vacante       | record vacante | record vacante    | record vacante     |
| T63       | record vacante | record vacante       | record vacante | record vacante    | record vacante     |
| T64       | record vacante | record vacante       | record vacante | record vacante    | record vacante     |

### 10 km
| Categoria | Prestazione    | Atleta              | Nazione        | Data              | Luogo            |
| --------- | -------------- | ------------------- | -------------- | ----------------- | ---------------- |
| T11       | record vacante | record vacante      | record vacante | record vacante    | record vacante   |
| T12       | record vacante | record vacante      | record vacante | record vacante    | record vacante   |
| T13       | record vacante | record vacante      | record vacante | record vacante    | record vacante   |
| T42       | record vacante | record vacante      | record vacante | record vacante    | record vacante   |
| T43       | record vacante | record vacante      | record vacante | record vacante    | record vacante   |
| T44       | 42'42"00       | Pierni Nicolò Guido | Italia         | 10 settembre 2023 | Pescara, Italia  |
| T45       | record vacante | record vacante      | record vacante | record vacante    | record vacante   |
| T46       | record vacante | record vacante      | record vacante | record vacante    | record vacante   |
| T51       | record vacante | record vacante      | record vacante | record vacante    | record vacante   |
| T52       | record vacante | record vacante      | record vacante | record vacante    | record vacante   |
| T53/54    | 21'06"0        | Ryota Yoshida       | Giappone       | 6 marzo 2021      | Tachikawa, Tokyo |
| T53/54    | 21'06"0        | Kota Hokinoue       | Giappone       | 6 marzo 2021      | Tachikawa, Tokyo |
| T53/54    | 21'06"0        | Masazumi Soejima    | Giappone       | 6 marzo 2021      | Tachikawa, Tokyo |

### Mezza maratona
| Categoria | Prestazione    | Atleta              | Nazione        | Data             | Luogo                      |
| --------- | -------------- | ------------------- | -------------- | ---------------- | -------------------------- |
| T11       | record vacante | record vacante      | record vacante | record vacante   | record vacante             |
| T12       | record vacante | record vacante      | record vacante | record vacante   | record vacante             |
| T13       | record vacante | record vacante      | record vacante | record vacante   | record vacante             |
| T42       | record vacante | record vacante      | record vacante | record vacante   | record vacante             |
| T43       | record vacante | record vacante      | record vacante | record vacante   | record vacante             |
| T44       | 1h26'36"00     | Pierni Nicolò Guido | Italia         | 1 ottobre 2023   | Trento, Italia             |
| T45       | record vacante | record vacante      | record vacante | record vacante   | record vacante             |
| T46       | 1h11'16"0      | Tsutomu Nagata      | Giappone       | 28 febbraio 2021 | Ōtsu, Giappone             |
| T51       | 1h08'21"0      | Helder Mestre       | Portogallo     | 19 marzo 2017    | Lisbona, Portogallo        |
| T52       | record vacante | record vacante      | record vacante | record vacante   | record vacante             |
| T53/54    | 40'09"0        | Marcel Hug          | Svizzera       | 24 gennaio 2020  | Dubai, Emirati Arabi Uniti |

### Maratona
| Categoria | Prestazione    | Atleta               | Nazione        | Data              | Luogo               |
| --------- | -------------- | -------------------- | -------------- | ----------------- | ------------------- |
| T11       | 2h31'59"       | Andrea Cionna        | Italia         | 18 marzo 2007     | Roma, Italia        |
| T12       | 2h19'08"       | Jaryd Clifford       | Australia      | 25 aprile 2021    | Sydney, Australia   |
| T13       | 2h22'55"       | Carlos Talbot        | Stati Uniti    | 24 ottobre 1988   | Seul, Corea del Sud |
| T42       | record vacante | record vacante       | record vacante | record vacante    | record vacante      |
| T43       | record vacante | record vacante       | record vacante | record vacante    | record vacante      |
| T44       | 3h10'09"       | Nicolò Guido Pierni  | Italia         | 5 marzo 2023      | Bologna, Italia     |
| T45       | record vacante | record vacante       | record vacante | record vacante    | record vacante      |
| T46       | 2h18'53"       | Michael Roeger       | Australia      | 25 aprile 2021    | Sydney, Australia   |
| T51       | 2h23'08"       | Heinrich Köberle     | Germania       | 24 settembre 1995 | Berlino, Germania   |
| T52       | 1h40'07"       | Thomas Geierspichler | Austria        | 17 settembre 2008 | Pechino, Cina       |
| T53/54    | 1h20'14"       | Heinz Frei           | Svizzera       | 31 ottobre 1999   | Ōita, Giappone      |
| T61       | record vacante | record vacante       | record vacante | record vacante    | record vacante      |
| T62       | record vacante | record vacante       | record vacante | record vacante    | record vacante      |
| T63       | record vacante | record vacante       | record vacante | record vacante    | record vacante      |
| T64       | 2h56'53"       | Eitan Hermon         | Israele        | 23 aprile 2017    | Vienna, Austria     |

### Staffetta 4×100 metri
| Categoria       | Prestazione    | Atleti                                                       | Nazione        | Data              | Luogo          |
| --------------- | -------------- | ------------------------------------------------------------ | -------------- | ----------------- | -------------- |
| T11-13          | 42"11          | Andrey Koptev Aleksei Labzin Fëdor Trikolič Artem Loginov    | Russia         | 31 ottobre 2015   | Doha, Qatar    |
| T33-34 / T51-54 | record vacante | record vacante                                               | record vacante | record vacante    | record vacante |
| T35-38          | 44"81          | Christopher Mullins Evan O'Hanlon Tim Sullivan Darren Thrupp | Australia      | 16 settembre 2008 | Pechino, Cina  |
| T42-47 / T61-64 | 40"73          | Jerome Singleton Blake Leeper Jarryd Wallace Richard Browne  | Stati Uniti    | 27 luglio 2013    | Lione, Francia |
| T53/54          | 49"89          | Li Huzhao Zhang Lixin Zhao Ji Zong Kai                       | Cina           | 8 settembre 2008  | Pechino, Cina  |

### Staffetta 4×400 metri
| Categoria       | Prestazione | Atleti                                              | Nazione     | Data              | Luogo                   |
| --------------- | ----------- | --------------------------------------------------- | ----------- | ----------------- | ----------------------- |
| T11-13          | 3'27"89     |                                                     | Portogallo  | 25 luglio 1998    | Madrid, Spagna          |
| T35-38          | 3'38"92     | Abbes Saidi Mohamed Charmi Fares Hamdi Farhat Chida | Tunisia     | 27 settembre 2004 | Atene, Grecia           |
| T42-47 / T61-64 | 3'27"00     | Danny Andrews Raphew Reed Ryan Fann Brian Frasure   | Stati Uniti | 27 settembre 2004 | Atene, Grecia           |
| T53/54          | 3'04"77     | Cui Yanfeng Li Huzhao Liu Yang Liu Chengming        | Cina        | 16 settembre 2016 | Rio de Janeiro, Brasile |

### Salto in alto
| Categoria | Prestazione    | Atleta            | Nazione        | Data              | Luogo                   |
| --------- | -------------- | ----------------- | -------------- | ----------------- | ----------------------- |
| T11       | 1,60 m         | Richard Carr      | Canada         | 5 luglio 2015     | Edmonton, Canada        |
| T12       | 2,02 m         | Ruslan Sivitski   | Bielorussia    | 20 ottobre 2000   | Sydney, Australia       |
| T13       | 2,17 m         | Isaac Jean-Paul   | Stati Uniti    | 18 luglio 2017    | Londra, Regno Unito     |
| T42       | 1,96 m         | Arnold Boldt      | Canada         | 17 giugno 1980    | Arnhem, Paesi Bassi     |
| T44       | 2,19 m         | Maciej Lepiato    | Polonia        | 12 settembre 2016 | Rio de Janeiro, Brasile |
| T45       | 1,73 m         | Timor Huseni      | Germania       | 8 luglio 2016     | Leverkusen, Germania    |
| T46/47    | 2,15 m         | Roderick Townsend | Stati Uniti    | 29 agosto 2021    | Tokyo, Giappone         |
| T61       | record vacante | record vacante    | record vacante | record vacante    | record vacante          |
| T63       | 1,90 m         | Sam Grewe         | Stati Uniti    | 25 agosto 2019    | Lima, Perù              |
| T64       | 2,11 m         | Jeff Skiba        | Stati Uniti    | 14 settembre 2008 | Pechino, Cina           |

### Salto in lungo

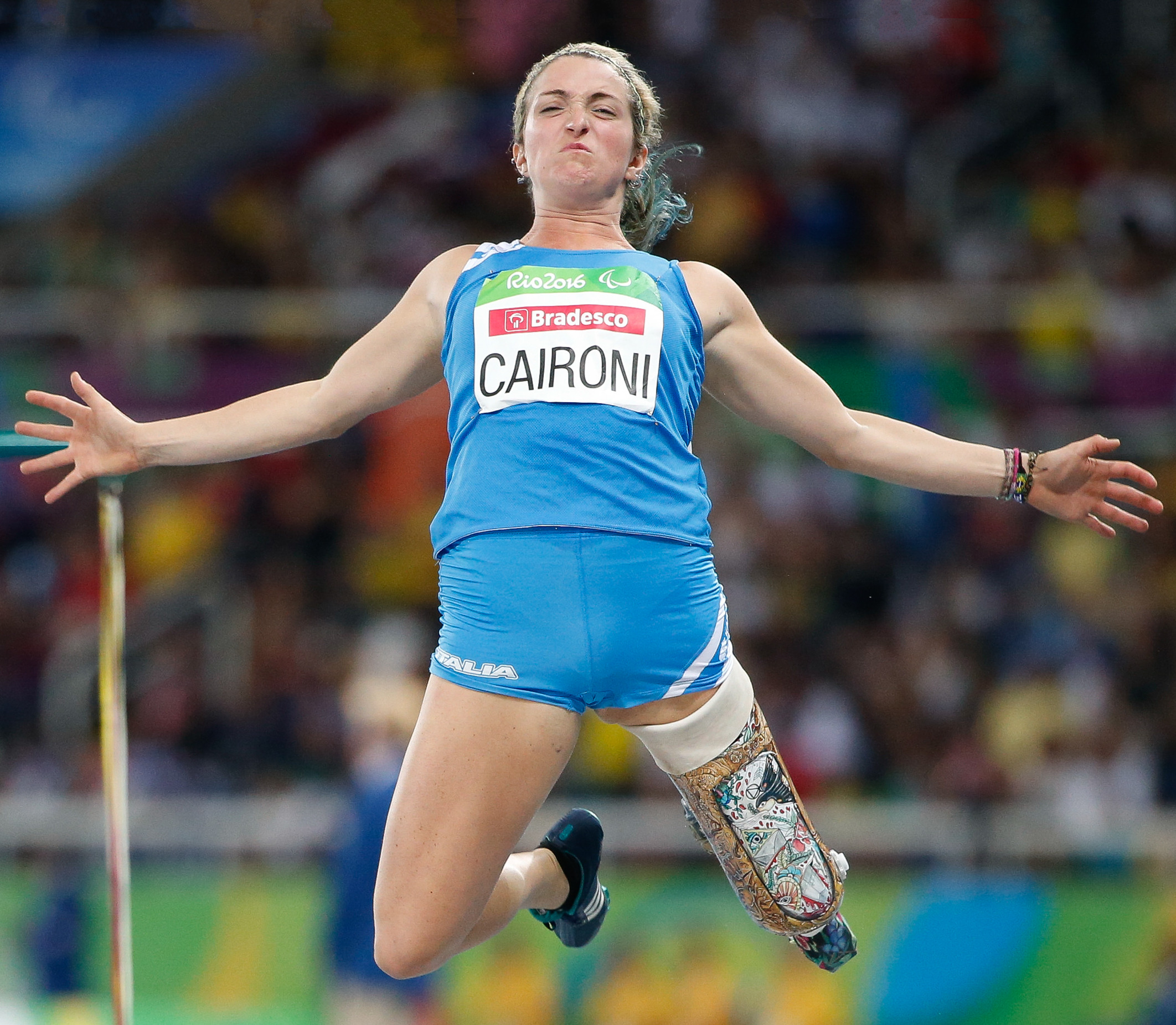
Martina Caironi, detentrice dei record mondiali dei 100 m e salto in lungo T63

| Categoria | Prestazione       | Atleta                 | Nazione        | Data              | Luogo                       |
| --------- | ----------------- | ---------------------- | -------------- | ----------------- | --------------------------- |
| T11       | 6,73 m (-1,6 m/s) | Lex Gillette           | Stati Uniti    | 7 maggio 2011     | Mesa, Stati Uniti d'America |
| T11       | 6,73 m (+2,0 m/s) | Lex Gillette           | Stati Uniti    | 10 maggio 2014    | Mesa, Stati Uniti d'America |
| T12       | 7,47 m (+0,1 m/s) | Matthias Schroeder     | Germania       | 12 luglio 2009    | Berlino, Germania           |
| T13       | 7,66 m (-0,8 m/s) | Luis Felipe Gutiérrez  | Cuba           | 18 novembre 2011  | Guadalajara, Messico        |
| T20       | 7,64 m (+0,6 m/s) | Abdul Latif Romly      | Malaysia       | 9 ottobre 2018    | Giacarta, Indonesia         |
| T35       | 6,06 m (+0,3 m/s) | Guo Wei                | Cina           | 20 settembre 2004 | Atene, Grecia               |
| T36       | 5,93 m (+1,9 m/s) | Evgenii Torsunov       | Russia         | 11 giugno 2016    | Grosseto, Italia            |
| T37       | 6,77 m (-0,1 m/s) | Shang Guangxu          | Cina           | 13 settembre 2016 | Rio de Janeiro, Brasile     |
| T38       | 7,31 m (+0,6 m/s) | Zhu Dening             | Cina           | 1º settembre 2021 | Tokyo, Giappone             |
| T42       | record vacante    | record vacante         | record vacante | record vacante    | record vacante              |
| T43       | record vacante    | record vacante         | record vacante | record vacante    | record vacante              |
| T44       | 7,07 m (-1,3 m/s) | Mpumelelo Mhlongo      | Sudafrica      | 13 novembre 2019  | Dubai, Emirati Arabi Uniti  |
| T45       | 6,41 m (+0,7 m/s) | Ren Daichang           | Cina           | 29 novembre 2006  | Kuala Lumpur, Malaysia      |
| T46/47    | 7,58 m (+0,6 m/s) | Arnaud Assoumani       | Francia        | 22 gennaio 2011   | Christchurch, Nuova Zelanda |
| T61       | 7,17 m (-0,4 m/s) | Ntando Mahlangu        | Sudafrica      | 28 agosto 2021    | Tokyo, Giappone             |
| T62       | 7,04 m (+1,2 m/s) | Stylianos Malakopoulos | Grecia         | 19 giugno 2021    | Freital, Germania           |
| T63       | 7,24 m (+0,2 m/s) | Leon Schaefer          | Germania       | 21 agosto 2020    | Leverkusen, Germania        |
| T64       | 8,66 m (+0,2 m/s) | Markus Rehm            | Germania       | 11 giugno 2022    | Innsbruck, Austria          |

### Salto triplo
| Categoria | Prestazione        | Atleta                | Nazione        | Data              | Luogo                           |
| --------- | ------------------ | --------------------- | -------------- | ----------------- | ------------------------------- |
| T11       | 13,71 m (+0,2 m/s) | Li Duan               | Cina           | 12 settembre 2008 | Pechino, Cina                   |
| T12       | 15,37 m (+0,5 m/s) | Osamah Alshanqiti     | Arabia Saudita | 8 settembre 2008  | Pechino, Cina                   |
| T13       | 16,23 m (-0,3 m/s) | Luis Felipe Gutiérrez | Cuba           | 6 agosto 2007     | San Paolo, Brasile              |
| T20       | 14,50 m (+0,4 m/s) | Dmytro Prudnikov      | Ucraina        | 18 luglio 2017    | Londra, Regno Unito             |
| T45       | 12,00 m (0,0 m/s)  | J Szlezak             | Polonia        | 27 giugno 1984    | New York, Stati Uniti d'America |
| T46/47    | 15,29 m (-0,2 m/s) | Liu Fuliang           | Cina           | 26 ottobre 2015   | Doha, Qatar                     |

### Getto del peso
| Categoria | Prestazione    | Atleta                    | Nazione           | Data              | Luogo                       |
| --------- | -------------- | ------------------------- | ----------------- | ----------------- | --------------------------- |
| F11       | 15,26 m        | David Casinos             | Spagna            | 20 ottobre 2000   | Sydney, Australia           |
| F12       | 17,02 m        | Kim Lopez Gonzalez        | Spagna            | 1º giugno 2021    | Bydgoszcz, Polonia          |
| F13       | 16,46 m        | Sun Haitao                | Cina              | 27 ottobre 2000   | Sydney, Australia           |
| F20       | 17,29 m        | Muhammad Ziyad Zolkefli   | Malaysia          | 15 luglio 2017    | Londra, Regno Unito         |
| F32       | 12,05 m        | Liu Li                    | Cina              | 13 novembre 2019  | Dubai, Emirati Arabi Uniti  |
| F33       | 12,36 m        | Evgenii Malykh            | Russia            | 25 ottobre 2015   | Doha, Qatar                 |
| F34       | 12,17 m        | Ahmad Hindi               | Giordania         | 10 novembre 2019  | Dubai, Emirati Arabi Uniti  |
| F35       | 17,32 m        | Khusniddin Norbekov       | Uzbekistan        | 11 novembre 2019  | Dubai, Emirati Arabi Uniti  |
| F36       | 16,32 m        | Vladimir Sviridov         | Russia            | 13 novembre 2019  | Dubai, Emirati Arabi Uniti  |
| F37       | 17,52 m        | Xia Dong                  | Cina              | 5 settembre 2012  | Londra, Regno Unito         |
| F38       | 15,95 m        | Cameron Crombie           | Australia         | 14 luglio 2017    | Londra, Regno Unito         |
| F40       | 11,01 m        | Miguel Monteiro           | Portogallo        | 21 febbraio 2021  | Braga, Portogallo           |
| F41       | 14,31 m        | Bobirjon Omonov           | Uzbekistan        | 10 febbraio 2021  | Dubai, Emirati Arabi Uniti  |
| F42       | 17,52 m        | Aled Davies               | Regno Unito       | 22 luglio 2017    | Londra, Regno Unito         |
| F43       | 19,08 m        | Akeem Stewart             | Trinidad e Tobago | 23 luglio 2017    | Londra, Regno Unito         |
| F44       | 15,73 m        | Harrison Walsh            | Regno Unito       | 9 giugno 2019     | Grosseto, Italia            |
| F45       | record vacante | record vacante            | record vacante    | record vacante    | record vacante              |
| F46       | 16,80 m        | Joshua Cinnamo            | Stati Uniti       | 15 novembre 2019  | Dubai, Emirati Arabi Uniti  |
| F52       | 11,74 m        | Andre Rocha               | Brasile           | 28 ottobre 2017   | San Paolo, Brasile          |
| F53       | 8,83 m         | Andre Rocha               | Brasile           | 30 giugno 2018    | Berlino, Germania           |
| F54       | 11,40 m        | Hamed Amiri               | Iran              | 16 settembre 2016 | Rio de Janeiro, Brasile     |
| F55       | 12,47 m        | Ruzhdi Ruzhdi             | Bulgaria          | 20 luglio 2017    | Londra, Regno Unito         |
| F56       | 13,49 m        | Olokhan Musayev           | Azerbaigian       | 15 settembre 2008 | Pechino, Cina               |
| F57       | 15,26 m        | Thiago Paulino dos Santos | Brasile           | 24 agosto 2019    | Lima, Perù                  |
| F61       | record vacante | record vacante            | record vacante    | record vacante    | record vacante              |
| F62       | 7,83 m         | Ioannis Sevdikalis        | Grecia            | 15 febbraio 2019  | Sharja, Emirati Arabi Uniti |
| F63       | 15,10 m        | Tom Habscheid             | Lussemburgo       | 10 novembre 2019  | Dubai, Emirati Arabi Uniti  |
| F64       | 18,38 m        | Jackie Christiansen       | Danimarca         | 21 agosto 2011    | Olomouc, Repubblica Ceca    |

### Lancio del disco
| Categoria | Prestazione    | Atleta                       | Nazione           | Data              | Luogo                         |
| --------- | -------------- | ---------------------------- | ----------------- | ----------------- | ----------------------------- |
| F11       | 46,10 m        | Alessandro Rodrigo Da Silva  | Brasile           | 13 novembre 2019  | Dubai, Emirati Arabi Uniti    |
| F12       | 52,51 m        | Sun Haitao                   | Cina              | 27 settembre 2004 | Atene, Grecia                 |
| F13       | 53,61 m        | Oleksandr Iasynovyi          | Ucraina           | 23 ottobre 2000   | Sydney, Australia             |
| F32       | 23,08 m        | Athanasios Konstantinidis    | Grecia            | 27 marzo 2021     | Candia, Grecia                |
| F33       | 31,14 m        | Hani Alnakhli                | Arabia Saudita    | 20 marzo 2021     | Tunisi, Tunisia               |
| F34       | record vacante | record vacante               | record vacante    | record vacante    | record vacante                |
| F35       | 54,13 m        | Guo Wei                      | Cina              | 11 settembre 2008 | Pechino, Cina                 |
| F36       | 42,96 m        | Li Cuiqing                   | Cina              | 14 maggio 2017    | Pechino, Cina                 |
| F37       | 59,75 m        | Khusniddin Norbekov          | Uzbekistan        | 8 settembre 2016  | Rio de Janeiro, Brasile       |
| F38       | 52,91 m        | Javad Hardani                | Iran              | 7 settembre 2012  | Londra, Regno Unito           |
| F40       | 27,87 m        | Matija Sloup                 | Croazia           | 15 settembre 2019 | Kragujevac, Serbia            |
| F41       | 44,36 m        | Bartosz Tyszkowski           | Polonia           | 20 giugno 2015    | Berlino, Germania             |
| F42       | 54,14 m        | Aled Davies                  | Regno Unito       | 14 giugno 2016    | Grosseto, Italia              |
| F43       | 63,70 m        | Akeem Stewart                | Trinidad e Tobago | 27 agosto 2019    | Lima, Perù                    |
| F44       | 64,26 m        | David Blair                  | Stati Uniti       | 20 maggio 2021    | Tucson, Stati Uniti d'America |
| F45       | record vacante | record vacante               | record vacante    | record vacante    | record vacante                |
| F46       | 52,64 m        | Hou Zhanbiao                 | Cina              | 24 ottobre 2015   | Doha, Qatar                   |
| F51       | 13,17 m        | Mohamed Berrahal             | Algeria           | 25 ottobre 2015   | Doha, Qatar                   |
| F52       | 27,06 m        | Rigivan Ganeshamoorty        | 🇮🇹Italia          | 1 settembre 2024  | 🇫🇷Parigi, Francia             |
| F53       | 26,62 m        | Toshie Oi                    | Giappone          | 30 settembre 2006 | Okayama, Giappone             |
| F54       | 33,68 m        | Draženko Mitrović            | Serbia            | 20 agosto 2014    | Swansea, Regno Unito          |
| F55       | 39,84 m        | Nebojsa Duric                | Serbia            | 20 agosto 2018    | Berlino, Germania             |
| F56       | 46,68 m        | Claudiney Batista dos Santos | Brasile           | 3 giugno 2018     | San Paolo, Brasile            |
| F57       | 48,55 m        | Thiago Paulino dos Santos    | Brasile           | 11 agosto 2019    | San Paolo, Brasile            |
| F61       | record vacante | record vacante               | record vacante    | record vacante    | record vacante                |
| F62       | 27,36 m        | Ioannis Sevdikalis           | Grecia            | 20 marzo 2021     | Tunisi, Tunisia               |
| F63       | record vacante | record vacante               | record vacante    | record vacante    | record vacante                |
| F64       | 65,86 m        | Jeremy Campbell              | Stati Uniti       | 30 maggio 2021    | Tucson, Stati Uniti d'America |

### Lancio del giavellotto
| Categoria | Prestazione    | Atleta                       | Nazione           | Data              | Luogo                              |
| --------- | -------------- | ---------------------------- | ----------------- | ----------------- | ---------------------------------- |
| F11       | 53,99 m        | Bil Marinkovic               | Austria           | 9 giugno 2010     | Leverkusen, Germania               |
| F12       | 64,89 m        | Hector Cabrera Llacer        | Spagna            | 13 novembre 2019  | Dubai, Emirati Arabi Uniti         |
| F13       | 71,01 m        | Aleksandr Svechnikov         | Uzbekistan        | 19 luglio 2017    | Londra, Regno Unito                |
| F33       | 26,96 m        | Daniel Scheil                | Germania          | 19 giugno 2015    | Berlino, Germania                  |
| F34       | 38,23 m        | Mauricio Valencia            | Colombia          | 8 aprile 2018     | Cali, Colombia                     |
| F35       | 56,07 m        | Guo Wei                      | Cina              | 8 settembre 2008  | Pechino, Cina                      |
| F36       | 45,18 m        | Paulo Souza                  | Brasile           | 29 settembre 2019 | San Paolo, Brasile                 |
| F37       | 57,81 m        | Xia Dong                     | Cina              | 9 settembre 2008  | Pechino, Cina                      |
| F38       | 58,18 m        | Corey Anderson               | Australia         | 8 marzo 2020      | Brisbane, Australia                |
| F40       | 38,90 m        | Ahmed Naas                   | Iraq              | 17 luglio 2017    | Londra, Regno Unito                |
| F41       | 44,35 m        | Sun Pengxiang                | Cina              | 12 novembre 2019  | Dubai, Emirati Arabi Uniti         |
| F42       | 56,56 m        | Edenilson Roberto Floriani   | Brasile           | 29 settembre 2019 | San Paolo, Brasile                 |
| F43       | 57,61 m        | Akeem Stewart                | Trinidad e Tobago | 18 luglio 2017    | Londra, Regno Unito                |
| F44       | 66,18 m        | Sandeep Chaudhary            | India             | 8 novembre 2019   | Dubai, Emirati Arabi Uniti         |
| F45       | record vacante | record vacante               | record vacante    | record vacante    | record vacante                     |
| F46       | 63,97 m        | Devendra Jhajharia           | India             | 13 settembre 2016 | Rio de Janeiro, Brasile            |
| F52       | 18,58 m        | Peter Martin                 | Nuova Zelanda     | 6 settembre 2006  | Assen, Paesi Bassi                 |
| F53       | 24,30 m        | Alphanso Cunningham          | Giamaica          | 26 luglio 2013    | Lione, Francia                     |
| F54       | 33,29 m        | Justin Phongsavanh           | Stati Uniti       | 19 giugno 2021    | Minneapolis, Stati Uniti d'America |
| F55       | 35,30 m        | Ali Naderi Darbaghshay       | Iran              | 22 settembre 2004 | Atene, Grecia                      |
| F56       | 42,74 m        | Claudiney Batista dos Santos | Brasile           | 12 settembre 2016 | Rio de Janeiro, Brasile            |
| F57       | 49,26 m        | Cicero Valdiran Lins Nobre   | Brasile           | 14 novembre 2019  | Dubai, Emirati Arabi Uniti         |
| F61       | record vacante | record vacante               | record vacante    | record vacante    | record vacante                     |
| F62       | record vacante | record vacante               | record vacante    | record vacante    | record vacante                     |
| F63       | 59,77 m        | Helgi Sveinsson              | Islanda           | 6 maggio 2017     | Rieti, Italia                      |
| F64       | 62,88 m        | Sumit Sumit                  | India             | 8 novembre 2019   | Dubai, Emirati Arabi Uniti         |

### Lancio della clava
| Categoria | Prestazione | Atleta                 | Nazione | Data           | Luogo              |
| --------- | ----------- | ---------------------- | ------- | -------------- | ------------------ |
| F31       | 30,72 m     | Rafael Mateus da Silva | Brasile | 5 agosto 2018  | San Paolo, Brasile |
| F32       | 37,19 m     | Maciej Sochal          | Polonia | 14 giugno 2016 | Grosseto, Italia   |
| F51       | 34,71 m     | Željko Dimitrijević    | Serbia  | 2 giugno 2021  | Bydgoszcz, Polonia |

### Pentathlon
| Categoria | Prestazione    | Atleta              | Nazione          | Data              | Luogo                             |
| --------- | -------------- | ------------------- | ---------------- | ----------------- | --------------------------------- |
| P11       | 2 627 p.       | Sergej Sevost'janov | Russia           | 24 ottobre 2000   | Sydney, Australia                 |
| P12       | 3 403 p.       | Hilton Langenhoven  | Sudafrica        | 12 settembre 2008 | Pechino, Cina                     |
| P13       | 3 155 p.       | Vadim Kalmykov      | Unione Sovietica | 15 settembre 1987 | Mosca, Unione Sovietica           |
| P36       | 1 099 p.       | Tommy Chasanoff     | Stati Uniti      | 6 luglio 2005     | New London, Stati Uniti d'America |
| P37       | record vacante | record vacante      | record vacante   | record vacante    | record vacante                    |
| P38       | 1 764 p.       | Petr Vratil         | Rep. Ceca        | 6 luglio 2005     | New London, Stati Uniti d'America |
| P42       | 5 792 p.       | Fanie Lombaard      | Sudafrica        | 22 ottobre 2000   | Sydney, Australia                 |
| P44       | 4 662 p.       | Jeremy Campbell     | Stati Uniti      | 11 settembre 2008 | Pechino, Cina                     |
| P51       | 4 330 p.       | Richard Schabel     | Regno Unito      | 20 agosto 2000    | Delémont, Svizzera                |
| P52/53    | 5 245 p.       | Peter Martin        | Nuova Zelanda    | 26 agosto 2001    | Jona, Svizzera                    |
| P54-58    | 5 806 p.       | Ling Yong           | Cina             | 20 settembre 2004 | Atene, Grecia                     |

## Femminili
Statistiche aggiornate al 25 settembre 2021.

### 100 metri piani
| Categoria | Prestazione      | Atleta                  | Nazione        | Data              | Luogo                               |
| --------- | ---------------- | ----------------------- | -------------- | ----------------- | ----------------------------------- |
| T11       | 11"85 (+1,5 m/s) | Jerusa Geber Santos     | Brasile        | 27 settembre 2019 | San Paolo, Brasile                  |
| T12       | 11"40 (+0,2 m/s) | Omara Durand            | Cuba           | 9 settembre 2016  | Rio de Janeiro, Brasile             |
| T13       | 11"79 (+0,5 m/s) | Leilia Adzhametova      | Ucraina        | 11 settembre 2016 | Rio de Janeiro, Brasile             |
| T32       | 37"67 (0,0 m/s)  | Lindsay Wright          | Regno Unito    | 25 luglio 1997    | Nottingham, Regno Unito             |
| T33       | 19"89 (+0,3 m/s) | Shelby Watson           | Regno Unito    | 26 maggio 2016    | Nottwil, Svizzera                   |
| T34       | 16"39 (+0,3 m/s) | Hannah Cockroft         | Regno Unito    | 29 agosto 2021    | Tokyo, Giappone                     |
| T35       | 13"00 (+1,2 m/s) | Zhou Xia                | Cina           | 27 agosto 2021    | Tokyo, Giappone                     |
| T36       | 13"61 (-0,6 m/s) | Shi Yiting              | Cina           | 1º settembre 2021 | Tokyo, Giappone                     |
| T37       | 13"00 (+0,4 m/s) | Wen Xiaoyan             | Cina           | 2 settembre 2021  | Tokyo, Giappone                     |
| T38       | 12"38 (+1,0 m/s) | Sophie Hahn             | Regno Unito    | 12 novembre 2019  | Dubai, Emirati Arabi Uniti          |
| T38       | 12"38 (+0,4 m/s) | Sophie Hahn             | Regno Unito    | 28 agosto 2021    | Tokyo, Giappone                     |
| T42       | 14"72 (+1,8 m/s) | Karisma Evi Tiarani     | Indonesia      | 13 novembre 2019  | Dubai, Emirati Arabi Uniti          |
| T43       | record vacante   | record vacante          | record vacante | record vacante    | record vacante                      |
| T44       | 12"72 (+0,5 m/s) | Irmgard Bensusan        | Germania       | 24 maggio 2019    | Nottwil, Svizzera                   |
| T44       | 12"72 (+1,8 m/s) | Irmgard Bensusan        | Germania       | 21 giugno 2019    | Leverkusen, Germania                |
| T45       | 14"00 (0,0 m/s)  | Giselle Cole            | Canada         | 2 giugno 1980     | Arnhem, Paesi Bassi                 |
| T46/47    | 11"89 (+0,5 m/s) | Brittni Mason           | Stati Uniti    | 12 novembre 2019  | Dubai, Emirati Arabi Uniti          |
| T51       | 24"69 (-0,8 m/s) | Cassie Mitchell         | Stati Uniti    | 2 luglio 2016     | Charlotte, Stati Uniti d'America    |
| T52       | 18"67 (+1,7 m/s) | Michelle Stilwell       | Canada         | 14 luglio 2012    | Windsor, Canada                     |
| T53       | 16"19 (+1,0 m/s) | Huang Lisha             | Cina           | 8 settembre 2016  | Rio de Janeiro, Brasile             |
| T54       | 15"35 (+1,9 m/s) | Tatyana McFadden        | Stati Uniti    | 5 giugno 2016     | Indianapolis, Stati Uniti d'America |
| T61       | 14"95 (+1,5 m/s) | Vanessa Low             | Australia      | 20 gennaio 2020   | Canberra, Australia                 |
| T62       | 12"64 (+1,6 m/s) | Fleur Jong              | Paesi Bassi    | 3 giugno 2021     | Bydgoszcz, Polonia                  |
| T63       | 13"98            | Ambra Sabatini          | Italia         | 13 luglio 2023    | Parigi, Francia                     |
| T64       | 12"66 (+0,5 m/s) | Marlene van Gansewinkel | Paesi Bassi    | 24 maggio 2019    | Nottwil, Svizzera                   |

### 200 metri piani
| Categoria | Prestazione       | Atleta                                    | Nazione        | Data              | Luogo                             |
| --------- | ----------------- | ----------------------------------------- | -------------- | ----------------- | --------------------------------- |
| T11       | 24"39 (-1,0 m/s)  | Liu Cuiqing                               | Cina           | 30 agosto 2019    | Tientsin, Cina                    |
| T12       | 23"02 (+1,3 m/s)  | Omara Durand                              | Cuba           | 4 settembre 2021  | Tokyo, Giappone                   |
| T13       | 24"24 (-0,6 m/s)  | Omara Durand                              | Cuba           | 26 gennaio 2011   | Christchurch, Nuova Zelanda       |
| T32       | 1'22"57 (0,0 m/s) | Lindsay Wright                            | Regno Unito    | 15 agosto 1999    | Nottingham, Regno Unito           |
| T33       | 35"04 (+0,3 m/s)  | Shelby Watson                             | Regno Unito    | 27 maggio 2016    | Nottwil, Svizzera                 |
| T34       | 29"27 (-0,1 m/s)  | Hannah Cockroft                           | Regno Unito    | 21 maggio 2021    | Arbon, Svizzera                   |
| T35       | 27"17 (+0,4 m/s)  | Zhou Xia                                  | Cina           | 29 agosto 2021    | Tokyo, Giappone                   |
| T36       | 28"21 (+1,0 m/s)  | Shi Yiting                                | Cina           | 9 novembre 2019   | Dubai, Emirati Arabi Uniti        |
| T36       | 28"21 (-0,4 m/s)  | Shi Yiting                                | Cina           | 29 agosto 2021    | Tokyo, Giappone                   |
| T37       | 26"58 (-0,1 m/s)  | Wen Xiaoyan                               | Cina           | 27 agosto 2021    | Tokyo, Giappone                   |
| T38       | 25"92 (+1,2 m/s)  | Sophie Hahn                               | Regno Unito    | 13 novembre 2019  | Dubai, Emirati Arabi Uniti        |
| T42       | record vacante    | record vacante                            | record vacante | record vacante    | record vacante                    |
| T43       | record vacante    | record vacante                            | record vacante | record vacante    | record vacante                    |
| T44       | 26"15 (+0,6 m/s)  | Irmgard Bensusan                          | Germania       | 21 giugno 2019    | Leverkusen, Germania              |
| T45       | 28"58 (+0,3 m/s)  | Kumudu Priyanka Dissanayake Mudiyanselage | Sri Lanka      | 17 dicembre 2010  | Canton, Cina                      |
| T46/47    | 24"45 (-0,6 m/s)  | Yunidis Castillo                          | Cuba           | 1º settembre 2012 | Londra, Regno Unito               |
| T51       | 44"17 (+1,9 m/s)  | Cassie Mitchell                           | Stati Uniti    | 20 giugno 2015    | Saint Paul, Stati Uniti d'America |
| T52       | 33"19 (+1,6 m/s)  | Michelle Stilwell                         | Canada         | 21 gennaio 2013   | Canberra, Australia               |
| T53       | 28"61 (+0,5 m/s)  | Samantha Kinghorn                         | Regno Unito    | 15 luglio 2017    | Londra, Regno Unito               |
| T54       | 27"52 (+0,5 m/s)  | Chantal Petitclerc                        | Canada         | 14 settembre 2008 | Pechino, Cina                     |
| T61       | 41"27 (+1,0 m/s)  | Erina Yuguchi                             | Giappone       | 5 settembre 2020  | Kumagaya, Giappone                |
| T62       | 28"30 (-0,7 m/s)  | Sara Andres Barrio                        | Spagna         | 10 aprile 2021    | L'Hospitalet de Llobregat, Spagna |
| T63       | 29"87 (-0,6 m/s)  | Ambra Sabatini                            | Italia         | 8 maggio 2022     | Jesolo, Italia                    |
| T64       | record vacante    | record vacante                            | record vacante | record vacante    | record vacante                    |

### 400 metri piani
| Categoria | Prestazione    | Atleta              | Nazione        | Data              | Luogo                              |
| --------- | -------------- | ------------------- | -------------- | ----------------- | ---------------------------------- |
| T11       | 56"00          | Liu Cuiqing         | Cina           | 13 maggio 2018    | Pechino, Cina                      |
| T12       | 51"77          | Omara Durand        | Cuba           | 17 settembre 2016 | Rio de Janeiro, Brasile            |
| T13       | 54"46          | Marla Runyan        | Stati Uniti    | 3 gennaio 1995    | Los Angeles, Stati Uniti d'America |
| T20       | 55"18          | Breanna Clark       | Stati Uniti    | 31 agosto 2021    | Tokyo, Giappone                    |
| T32       | 2'49"35        | Lindsay Wright      | Regno Unito    | 26 luglio 1997    | Nottingham, Regno Unito            |
| T33       | 1'10"15        | Shelby Watson       | Regno Unito    | 26 maggio 2016    | Nottwil, Svizzera                  |
| T34       | 53"99          | Hannah Cockroft     | Regno Unito    | 24 maggio 2021    | Arbon, Svizzera                    |
| T35       | 1'14"69        | Oxana Corso         | Italia         | 7 maggio 2016     | Rieti, Italia                      |
| T36       | 1'06"96        | Wang Fang           | Cina           | 27 settembre 2004 | Atene, Grecia                      |
| T37       | 1'00"29        | Georgina Hermitage  | Regno Unito    | 20 luglio 2017    | Londra, Regno Unito                |
| T38       | 1'00"00        | Lindy Ave           | Germania       | 4 settembre 2021  | Tokyo, Giappone                    |
| T42       | record vacante | record vacante      | record vacante | record vacante    | record vacante                     |
| T43       | record vacante | record vacante      | record vacante | record vacante    | record vacante                     |
| T44       | record vacante | record vacante      | record vacante | record vacante    | record vacante                     |
| T45       | 1'07"19        | Nelya Schasfoort    | Stati Uniti    | 3 agosto 2019     | Nottwil, Svizzera                  |
| T46/47    | 55"60          | Anrune Weyers       | Sudafrica      | 24 agosto 2019    | Huizingen, Belgio                  |
| T51       | 1'36"44        | Cassie Mitchell     | Stati Uniti    | 2 luglio 2016     | Charlotte, Stati Uniti d'America   |
| T52       | 1'04"87        | Marieke Vervoort    | Belgio         | 14 luglio 2013    | Courtrai, Belgio                   |
| T53       | 53"32          | Chelsea McClammer   | Stati Uniti    | 25 maggio 2017    | Arbon, Svizzera                    |
| T54       | 51"90          | Tatyana McFadden    | Stati Uniti    | 4 giugno 2015     | Arbon, Svizzera                    |
| T61       | record vacante | record vacante      | record vacante | record vacante    | record vacante                     |
| T62       | record vacante | record vacante      | record vacante | record vacante    | record vacante                     |
| T63       | 1'24"12        | Gitte Haenen        | Belgio         | 27 maggio 2018    | Nottwil, Svizzera                  |
| T64       | 59"27          | Marie-Amélie Le Fur | Francia        | 12 settembre 2016 | Rio de Janeiro, Brasile            |

### 800 metri piani
| Categoria | Prestazione    | Atleta              | Nazione        | Data             | Luogo                                 |
| --------- | -------------- | ------------------- | -------------- | ---------------- | ------------------------------------- |
| T11       | 2'17"66        | Tracey Hinton       | Regno Unito    | 11 agosto 2003   | Québec, Canada                        |
| T12       | 2'04"96        | Assia El Hannouni   | Francia        | 9 settembre 2008 | Pechino, Cina                         |
| T13       | 2'03"18        | Marla Runyan        | Stati Uniti    | 1º gennaio 1999  | Boston, Stati Uniti d'America         |
| T20       | 2'15"79        | Barbara Niewiedział | Polonia        | 23 agosto 2018   | Berlino, Germania                     |
| T33       | 2'22"85        | Shelby Watson       | Regno Unito    | 27 maggio 2016   | Nottwil, Svizzera                     |
| T34       | 1'48"87        | Hannah Cockroft     | Regno Unito    | 24 maggio 2021   | Arbon, Svizzera                       |
| T35       | 3'13"47        | Delaney Nolin       | Stati Uniti    | 24 giugno 2018   | Los Angeles, Stati Uniti d'America    |
| T36       | 3'06"22        | Tamsin Colley       | Australia      | 28 marzo 2017    | Sydney, Australia                     |
| T37       | 2'41"71        | Liezel Gouws        | Sudafrica      | 1º aprile 2018   | Bloemfontein, Sudafrica               |
| T38       | 2'35"83        | Arina Nicolaisen    | Sudafrica      | 4 agosto 2019    | Nottwil, Svizzera                     |
| T43       | record vacante | record vacante      | record vacante | record vacante   | record vacante                        |
| T44       | record vacante | record vacante      | record vacante | record vacante   | record vacante                        |
| T45       | record vacante | record vacante      | record vacante | record vacante   | record vacante                        |
| T46       | 2'12"42        | Ljubov' Vassilieva  | Russia         | 24 luglio 2002   | Villeneuve-d'Ascq, Francia            |
| T51       | 3'15"64        | Cassie Mitchell     | Stati Uniti    | 12 maggio 2017   | Tempe, Stati Uniti d'America          |
| T52       | 2'06"76        | Marieke Vervoort    | Belgio         | 30 maggio 2015   | Oordegem, Belgio                      |
| T53       | 1'45"53        | Madison de Rozario  | Australia      | 21 gennaio 2019  | Canberra, Australia                   |
| T54       | 1'41"47        | Manuela Schär       | Svizzera       | 18 agosto 2019   | Nottwil, Svizzera                     |
| T61       | record vacante | record vacante      | record vacante | record vacante   | record vacante                        |
| T62       | record vacante | record vacante      | record vacante | record vacante   | record vacante                        |
| T63       | record vacante | record vacante      | record vacante | record vacante   | record vacante                        |
| T64       | 2'22"28        | Grace Norman        | Stati Uniti    | 28 aprile 2016   | Harbor Heights, Stati Uniti d'America |

### 1500 metri piani
| Categoria | Prestazione    | Atleta                           | Nazione        | Data              | Luogo                               |
| --------- | -------------- | -------------------------------- | -------------- | ----------------- | ----------------------------------- |
| T11       | 4'37"40        | Monica Olivia Rodriguez Saavedra | Messico        | 30 agosto 2021    | Tokyo, Giappone                     |
| T12       | 4'19"20        | Assia El Hannouni                | Francia        | 14 settembre 2008 | Pechino, Cina                       |
| T13       | 4'05"27        | Marla Runyan                     | Stati Uniti    | 1º gennaio 1999   | Siviglia, Spagna                    |
| T20       | 4'23"37        | Barbara Niewiedział              | Polonia        | 28 giugno 2012    | Stadskanaal, Paesi Bassi            |
| T33       | 4'55"85        | Shelby Watson                    | Regno Unito    | 15 agosto 2015    | Nottingham, Regno Unito             |
| T34       | 3'50"22        | Hannah Cockroft                  | Regno Unito    | 3 giugno 2017     | Nottwil, Svizzera                   |
| T35       | record vacante | record vacante                   | record vacante | record vacante    | record vacante                      |
| T36       | 6'26"30        | Susan Suchan                     | Canada         | 11 agosto 1995    | Saint John, Canada                  |
| T37       | 5'40"12        | Siw Verstengen                   | Norvegia       | 28 luglio 1994    | Berlino, Germania                   |
| T38       | 5'28"51        | Maria Fernandes                  | Portogallo     | 26 luglio 2001    | Nottingham, Regno Unito             |
| T44       | record vacante | record vacante                   | record vacante | record vacante    | record vacante                      |
| T45       | record vacante | record vacante                   | record vacante | record vacante    | record vacante                      |
| T46       | 4'50"08        | Li Chun Mei                      | Cina           | 29 novembre 2006  | Kuala Lumpur, Malaysia              |
| T51       | 6'25"19        | Cassie Mitchell                  | Stati Uniti    | 13 maggio 2017    | Tempe, Stati Uniti d'America        |
| T52       | 4'24"47        | Marieke Vervoort                 | Belgio         | 17 maggio 2014    | Nottwil, Svizzera                   |
| T53/54    | 3'12"35        | Manuela Schär                    | Svizzera       | 9 agosto 2020     | Nottwil, Svizzera                   |
| T61       | record vacante | record vacante                   | record vacante | record vacante    | record vacante                      |
| T62       | record vacante | record vacante                   | record vacante | record vacante    | record vacante                      |
| T63       | record vacante | record vacante                   | record vacante | record vacante    | record vacante                      |
| T64       | 4'58"68        | Grace Norman                     | Stati Uniti    | 28 giugno 2015    | Indianapolis, Stati Uniti d'America |

### 5000 metri piani
| Categoria | Prestazione    | Atleta                | Nazione        | Data             | Luogo                   |
| --------- | -------------- | --------------------- | -------------- | ---------------- | ----------------------- |
| T11       | 17'17"32       | Mary Waithera Njoroge | Kenya          | 25 aprile 2019   | Marrakech, Marocco      |
| T12       | 17'50"45       | Elena Pautova         | Russia         | 4 agosto 2003    | Québec, Canada          |
| T13       | 15'07"19       | Marla Runyan          | Stati Uniti    | 27 agosto 1999   | Siviglia, Spagna        |
| T20       | 17'17"30       | Hannah Taunton        | Regno Unito    | 4 settembre 2020 | Manchester, Regno Unito |
| T34       | record vacante | record vacante        | record vacante | record vacante   | record vacante          |
| T35       | record vacante | record vacante        | record vacante | record vacante   | record vacante          |
| T36       | record vacante | record vacante        | record vacante | record vacante   | record vacante          |
| T37       | record vacante | record vacante        | record vacante | record vacante   | record vacante          |
| T38       | record vacante | record vacante        | record vacante | record vacante   | record vacante          |
| T45       | record vacante | record vacante        | record vacante | record vacante   | record vacante          |
| T46       | record vacante | record vacante        | record vacante | record vacante   | record vacante          |
| T51       | record vacante | record vacante        | record vacante | record vacante   | record vacante          |
| T52       | 14'47"55       | Marieke Vervoort      | Belgio         | 18 maggio 2014   | Nottwil, Svizzera       |
| T53/54    | 10'51"17       | Manuela Schär         | Svizzera       | 5 agosto 2018    | Arbon, Svizzera         |
| T61       | record vacante | record vacante        | record vacante | record vacante   | record vacante          |
| T62       | record vacante | record vacante        | record vacante | record vacante   | record vacante          |
| T63       | record vacante | record vacante        | record vacante | record vacante   | record vacante          |
| T64       | record vacante | record vacante        | record vacante | record vacante   | record vacante          |

### 10000 metri piani
| Categoria | Prestazione    | Atleta         | Nazione        | Data           | Luogo                          |
| --------- | -------------- | -------------- | -------------- | -------------- | ------------------------------ |
| T11       | record vacante | record vacante | record vacante | record vacante | record vacante                 |
| T12       | record vacante | record vacante | record vacante | record vacante | record vacante                 |
| T13       | record vacante | record vacante | record vacante | record vacante | record vacante                 |
| T20       | record vacante | record vacante | record vacante | record vacante | record vacante                 |
| T37       | record vacante | record vacante | record vacante | record vacante | record vacante                 |
| T44       | record vacante | record vacante | record vacante | record vacante | record vacante                 |
| T46       | record vacante | record vacante | record vacante | record vacante | record vacante                 |
| T51       | record vacante | record vacante | record vacante | record vacante | record vacante                 |
| T52       | record vacante | record vacante | record vacante | record vacante | record vacante                 |
| T53/54    | 24'21"64       | Jean Driscoll  | Stati Uniti    | 18 agosto 1996 | Atlanta, Stati Uniti d'America |
| T61       | record vacante | record vacante | record vacante | record vacante | record vacante                 |
| T62       | record vacante | record vacante | record vacante | record vacante | record vacante                 |
| T63       | record vacante | record vacante | record vacante | record vacante | record vacante                 |
| T64       | record vacante | record vacante | record vacante | record vacante | record vacante                 |

### Mezza maratona
| Categoria | Prestazione    | Atleta         | Nazione        | Data           | Luogo               |
| --------- | -------------- | -------------- | -------------- | -------------- | ------------------- |
| T11       | record vacante | record vacante | record vacante | record vacante | record vacante      |
| T12       | record vacante | record vacante | record vacante | record vacante | record vacante      |
| T13       | record vacante | record vacante | record vacante | record vacante | record vacante      |
| T42       | record vacante | record vacante | record vacante | record vacante | record vacante      |
| T43       | record vacante | record vacante | record vacante | record vacante | record vacante      |
| T44       | record vacante | record vacante | record vacante | record vacante | record vacante      |
| T45       | record vacante | record vacante | record vacante | record vacante | record vacante      |
| T46       | record vacante | record vacante | record vacante | record vacante | record vacante      |
| T51       | record vacante | record vacante | record vacante | record vacante | record vacante      |
| T52       | record vacante | record vacante | record vacante | record vacante | record vacante      |
| T53/54    | 49'49"0        | Shelly Woods   | Regno Unito    | 20 marzo 2016  | Lisbona, Portogallo |

### Maratona
| Categoria | Prestazione    | Atleta            | Nazione        | Data             | Luogo           |
| --------- | -------------- | ----------------- | -------------- | ---------------- | --------------- |
| T11       | 3h11'13"       | Louzanne Coetzee  | Sudafrica      | 5 settembre 2021 | Tokyo, Giappone |
| T12       | 2h54'13"       | Misato Michishita | Giappone       | 20 dicembre 2020 | Hōfu, Giappone  |
| T13       | record vacante | record vacante    | record vacante | record vacante   | record vacante  |
| T42       | record vacante | record vacante    | record vacante | record vacante   | record vacante  |
| T43       | record vacante | record vacante    | record vacante | record vacante   | record vacante  |
| T44       | record vacante | record vacante    | record vacante | record vacante   | record vacante  |
| T45       | record vacante | record vacante    | record vacante | record vacante   | record vacante  |
| T46       | record vacante | record vacante    | record vacante | record vacante   | record vacante  |
| T51       | record vacante | record vacante    | record vacante | record vacante   | record vacante  |
| T52       | 2h07'28"       | Tomomi Yamaki     | Giappone       | 9 novembre 2008  | Ōita, Giappone  |
| T53/54    | 1h35'42"       | Manuela Schär     | Svizzera       | 17 novembre 2019 | Ōita, Giappone  |
| T61       | record vacante | record vacante    | record vacante | record vacante   | record vacante  |
| T62       | record vacante | record vacante    | record vacante | record vacante   | record vacante  |
| T63       | record vacante | record vacante    | record vacante | record vacante   | record vacante  |
| T64       | record vacante | record vacante    | record vacante | record vacante   | record vacante  |

### Staffetta 4×100 metri
| Categoria       | Prestazione    | Atlete                                             | Nazione        | Data              | Luogo                   |
| --------------- | -------------- | -------------------------------------------------- | -------------- | ----------------- | ----------------------- |
| T11-13          | 47"18          | Jia Juntingxian Liu Cuiqing Shen Yaqin Zhou Guohua | Cina           | 14 settembre 2016 | Rio de Janeiro, Brasile |
| T33-34 / T51-54 | record vacante | record vacante                                     | record vacante | record vacante    | record vacante          |
| T35-38          | 50"81          | Chen Junfei Li Yingli Jiang Fenfen Wen Xiaoyan     | Cina           | 15 settembre 2016 | Rio de Janeiro, Brasile |
| T42-47 / T61-64 | 56"50          |                                                    | Germania       | 15 agosto 1998    | Birmingham, Regno Unito |
| T53/54          | 57"61          | Dong Huang Liu Zhang                               | Cina           | 16 settembre 2008 | Pechino, Cina           |

### Staffetta 4×400 metri
| Categoria       | Prestazione    | Atlete          | Nazione        | Data              | Luogo                   |
| --------------- | -------------- | --------------- | -------------- | ----------------- | ----------------------- |
| T11-13          | 4'02"21        |                 | Brasile        | 6 agosto 2007     | San Paolo, Brasile      |
| T35-38          | record vacante | record vacante  | record vacante | record vacante    | record vacante          |
| T42-47 / T61-64 | record vacante | record vacante  | record vacante | record vacante    | record vacante          |
| T53/54          | 3'32"11        | Liu Zhou Li Zou | Cina           | 15 settembre 2016 | Rio de Janeiro, Brasile |

### Salto in alto
| Categoria | Prestazione    | Atleta                | Nazione        | Data            | Luogo                           |
| --------- | -------------- | --------------------- | -------------- | --------------- | ------------------------------- |
| T11       | 1,45 m         | Vera Kroes            | Paesi Bassi    | 8 agosto 1986   | Göteborg, Svezia                |
| T11       | 1,45 m         | Joke Rijswijk         | Paesi Bassi    | 19 ottobre 1988 | Seul, Corea del Sud             |
| T12       | 1,57 m         | Helena Kannus-Silm    | Estonia        | 7 agosto 2001   | Białystok, Polonia              |
| T13       | 1,80 m         | Marla Runyan          | Stati Uniti    | 1º gennaio 1995 | Colorado, Stati Uniti d'America |
| T42       | 1,38 m         | Miho Fujii            | Giappone       | 26 ottobre 2013 | Kuala Lumpur, Malaysia          |
| T44       | record vacante | record vacante        | record vacante | record vacante  | record vacante                  |
| T45       | 1,45 m         | Giselle Cole          | Canada         | 24 giugno 1984  | New York, Stati Uniti d'America |
| T46/47    | 1,67 m         | Catherine Bader-Bille | Germania       | 17 giugno 2000  | Weinstadt, Germania             |
| T61       | record vacante | record vacante        | record vacante | record vacante  | record vacante                  |
| T62       | record vacante | record vacante        | record vacante | record vacante  | record vacante                  |
| T63       | record vacante | record vacante        | record vacante | record vacante  | record vacante                  |
| T64       | 1,52 m         | Michaela Daamen       | Germania       | 16 giugno 2001  | Assen, Paesi Bassi              |

### Salto in lungo
| Categoria | Prestazione       | Atleta                     | Nazione        | Data             | Luogo                           |
| --------- | ----------------- | -------------------------- | -------------- | ---------------- | ------------------------------- |
| T11       | 5,46 m (+0,1 m/s) | Silvania Costa de Oliveira | Brasile        | 17 luglio 2016   | San Paolo, Brasile              |
| T12       | 6,60 m (-0,9 m/s) | Oksana Zubkovska           | Ucraina        | 7 settembre 2012 | Londra, Regno Unito             |
| T13       | 5,88 m (0,0 m/s)  | Marla Runyan               | Stati Uniti    | 1º gennaio 1995  | Colorado, Stati Uniti d'America |
| T20       | 6,21 m (-0,9 m/s) | Karolina Kucharczyk        | Polonia        | 14 novembre 2019 | Dubai, Emirati Arabi Uniti      |
| T35       | 2,66 m (+0,1 m/s) | Holly Saunders             | Australia      | 11 marzo 2017    | Canberra, Australia             |
| T36       | 4,11 m (-0,3 m/s) | Claudia Nicoleitzik        | Germania       | 18 marzo 2016    | Dubai, Emirati Arabi Uniti      |
| T37       | 5,22 m (+1,7 m/s) | Wen Xiaoyan                | Cina           | 10 novembre 2019 | Dubai, Emirati Arabi Uniti      |
| T38       | 5,63 m (+0,1 m/s) | Luca Ekler                 | Ungheria       | 31 agosto 2021   | Tokyo, Giappone                 |
| T42       | record vacante    | record vacante             | record vacante | record vacante   | record vacante                  |
| T44       | 4,49 m (0,0 m/s)  | Annie Carey                | Stati Uniti    | 24 maggio 2019   | Tempe, Stati Uniti d'America    |
| T45       | 4,29 m (+1,7 m/s) | Nelya Schasfoort           | Stati Uniti    | 3 agosto 2019    | Nottwil, Svizzera               |
| T46/47    | 6,01 m (+0,8 m/s) | Carlee Beattie             | Australia      | 9 marzo 2013     | Sydney, Australia               |
| T61       | 5,07 m (+1,6 m/s) | Vanessa Low                | Australia      | 13 febbraio 2020 | Bruce, Australia                |
| T62       | 6,09 m (+1,6 m/s) | Fleur Jong                 | Paesi Bassi    | 12 giugno 2021   | Leida, Paesi Bassi              |
| T63       | 5,46 m (+0,9 m/s) | Martina Caironi            | Italia         | 10 giugno 2022   | Parigi, Francia                 |
| T64       | 6,14 m (+0,1 m/s) | Marie-Amélie Le Fur        | Francia        | 11 febbraio 2021 | Dubai, Emirati Arabi Uniti      |

### Salto triplo
| Categoria | Prestazione        | Atleta                    | Nazione        | Data            | Luogo               |
| --------- | ------------------ | ------------------------- | -------------- | --------------- | ------------------- |
| T11       | record vacante     | record vacante            | record vacante | record vacante  | record vacante      |
| T12       | 12,11 m (0,0 m/s)  | Marija Ivekovic Mestrovic | Croazia        | 6 agosto 2007   | San Paolo, Brasile  |
| T13       | record vacante     | record vacante            | record vacante | record vacante  | record vacante      |
| T20       | 11,93 m (0,0 m/s)  | Aleksandra Ruchkina       | Russia         | 14 ottobre 2019 | Brisbane, Australia |
| T45       | record vacante     | record vacante            | record vacante | record vacante  | record vacante      |
| T46/47    | 10,03 m (-0,2 m/s) | Styliani Smaragdi         | Grecia         | 11 luglio 2021  | Salonicco, Grecia   |

### Getto del peso
| Categoria | Prestazione    | Atleta                     | Nazione        | Data              | Luogo                       |
| --------- | -------------- | -------------------------- | -------------- | ----------------- | --------------------------- |
| F11       | 17,32 m        | Assunta Legnante           | Italia         | 6 luglio 2014     | Padova, Italia              |
| F12       | 15,05 m        | Safiya Burkhanova          | Uzbekistan     | 14 settembre 2016 | Rio de Janeiro, Brasile     |
| F13       | 13,05 m        | Tamara Sivakova            | Bielorussia    | 25 luglio 1998    | Madrid, Spagna              |
| F20       | 14,39 m        | Poleth Méndes              | Ecuador        | 29 agosto 2021    | Tokyo, Giappone             |
| F32       | 7,04 m         | Katherine Proudfoot        | Australia      | 1º aprile 2017    | Sydney, Australia           |
| F33       | 7,81 m         | Lucyna Kornobys            | Polonia        | 15 novembre 2019  | Dubai, Emirati Arabi Uniti  |
| F34       | 8,82 m         | Zou Lijuan                 | Cina           | 26 agosto 2019    | Tientsin, Cina              |
| F35       | 13,91 m        | Wang Jun                   | Cina           | 5 settembre 2016  | Rio de Janeiro, Brasile     |
| F36       | 11,79 m        | Birgit Kober               | Germania       | 24 agosto 2018    | Berlino, Germania           |
| F37       | 15,50 m        | Lisa Adams                 | Nuova Zelanda  | 13 settembre 2020 | Hastings, Nuova Zelanda     |
| F38       | 12,58 m        | Aldona Grigaliūnienė       | Lituania       | 11 settembre 2008 | Pechino, Cina               |
| F40       | 9,11 m         | Renata Sliwinska           | Polonia        | 21 agosto 2020    | Cracovia, Polonia           |
| F41       | record vacante | record vacante             | record vacante | record vacante    | record vacante              |
| F42       | record vacante | record vacante             | record vacante | record vacante    | record vacante              |
| F43       | 8,74 m         | Tayla Clement              | Nuova Zelanda  | 21 marzo 2019     | Auckland, Nuova Zelanda     |
| F44       | 13,14 m        | Yao Juan                   | Cina           | 28 ottobre 2015   | Doha, Qatar                 |
| F45       | record vacante | record vacante             | record vacante | record vacante    | record vacante              |
| F46       | 12,47 m        | Yukiko Kato                | Giappone       | 4 luglio 2015     | Machida, Giappone           |
| F52       | 7,80 m         | Elizabeth Rodrigues Gomes  | Brasile        | 27 settembre 2019 | San Paolo, Brasile          |
| F53       | 5,88 m         | Cristeen Smith             | Nuova Zelanda  | 28 luglio 1994    | Berlino, Germania           |
| F54       | 8,19 m         | Francisca Mardones         | Cile           | 12 novembre 2019  | Dubai, Emirati Arabi Uniti  |
| F55       | 9,06 m         | Marianne Buggenhagen       | Germania       | 19 settembre 2004 | Atene, Grecia               |
| F56       | 9,95 m         | Nadia Medjmedj             | Algeria        | 14 febbraio 2019  | Sharja, Emirati Arabi Uniti |
| F57       | 11,16 m        | María de los Ángeles Ortiz | Messico        | 16 marzo 2018     | Dubai, Emirati Arabi Uniti  |
| F61       | record vacante | record vacante             | record vacante | record vacante    | record vacante              |
| F62       | record vacante | record vacante             | record vacante | record vacante    | record vacante              |
| F63       | 10,06 m        | Zheng Baozhu               | Cina           | 9 settembre 2008  | Pechino, Cina               |
| F64       | 11,15 m        | Maria Combrink             | Sudafrica      | 25 aprile 2021    | Port Elizabeth, Sudafrica   |

### Lancio del disco
| Categoria | Prestazione    | Atleta                    | Nazione        | Data              | Luogo                          |
| --------- | -------------- | ------------------------- | -------------- | ----------------- | ------------------------------ |
| F11       | 40,42 m        | Zhang Liangmin            | Cina           | 22 gennaio 2011   | Christchurch, Nuova Zelanda    |
| F12       | 47,40 m        | Sofia Oksem               | Russia         | 15 giugno 2016    | Grosseto, Italia               |
| F13       | 44,67 m        | Liiudya Maso Belicer      | Cuba           | 23 ottobre 2000   | Sydney, Australia              |
| F32       | 13,97 m        | Fouzia El Kassioui        | Marocco        | 23 giugno 2018    | Tunisi, Tunisia                |
| F33       | 20,70 m        | Lucyna Kornobys           | Polonia        | 19 settembre 2019 | Sieradz, Polonia               |
| F34       | 22,21 m        | Lucyna Kornobys           | Polonia        | 15 maggio 2021    | Bydgoszcz, Polonia             |
| F35       | 31,92 m        | Wang Jun                  | Cina           | 14 maggio 2017    | Pechino, Cina                  |
| F36       | 28,01 m        | Wu Qing                   | Cina           | 31 agosto 2012    | Londra, Regno Unito            |
| F37       | 38,29 m        | Li Yingli                 | Cina           | 28 agosto 2019    | Tientsin, Cina                 |
| F38       | 37,83 m        | Renee Foessel             | Canada         | 16 giugno 2021    | Guelph, Canada                 |
| F40       | 24,77 m        | Renata Sliwinska          | Polonia        | 5 giugno 2021     | Bydgoszcz, Polonia             |
| F41       | 35,33 m        | Youssra Karim             | Marocco        | 20 marzo 2021     | Tunisi, Tunisia                |
| F42       | 32,95 m        | Goodness Nwachukwu        | Nigeria        | 18 marzo 2021     | Tunisi, Tunisia                |
| F43       | record vacante | record vacante            | record vacante | record vacante    | record vacante                 |
| F44       | 44,53 m        | Yao Juan                  | Cina           | 11 settembre 2016 | Rio de Janeiro, Brasile        |
| F45       | 20,09 m        | Irina Tychshenko          | Kazakistan     | 13 marzo 2018     | Dubai, Emirati Arabi Uniti     |
| F46       | 42,12 m        | Wu Hong Ping              | Cina           | 25 settembre 2004 | Atene, Grecia                  |
| F51       | 14,87 m        | Cassie Mitchell           | Stati Uniti    | 30 maggio 2021    | Tucson, Stati Uniti d'America  |
| F52       | 16,89 m        | Elizabeth Rodrigues Gomes | Brasile        | 14 novembre 2019  | Dubai, Emirati Arabi Uniti     |
| F53       | 16,26 m        | Iana Lebiedieva           | Ucraina        | 14 novembre 2019  | Dubai, Emirati Arabi Uniti     |
| F54       | 19,96 m        | Jana Fesslova             | Rep. Ceca      | 29 agosto 2004    | Frýdek-Místek, Repubblica Ceca |
| F55       | 27,80 m        | Marianne Buggenhagen      | Germania       | 9 settembre 2008  | Pechino, Cina                  |
| F56       | 26,28 m        | Nadia Medjmedj            | Algeria        | 15 marzo 2018     | Dubai, Emirati Arabi Uniti     |
| F57       | 35,76 m        | Nassima Saifi             | Algeria        | 9 novembre 2019   | Dubai, Emirati Arabi Uniti     |
| F61       | record vacante | record vacante            | record vacante | record vacante    | record vacante                 |
| F62       | record vacante | record vacante            | record vacante | record vacante    | record vacante                 |
| F63       | 33,19 m        | Zheng Baozhu              | Cina           | 15 settembre 2008 | Pechino, Cina                  |
| F64       | 36,53 m        | Faustyna Kotlowska        | Polonia        | 22 agosto 2020    | Cracovia, Polonia              |

### Lancio del giavellotto
| Categoria | Prestazione    | Atleta              | Nazione        | Data              | Luogo                       |
| --------- | -------------- | ------------------- | -------------- | ----------------- | --------------------------- |
| F11       | 38,62 m        | Martina Willing     | Germania       | 6 settembre 2002  | Barcellona, Spagna          |
| F12       | 46,00 m        | Zhao Yuping         | Cina           | 11 novembre 2019  | Dubai, Emirati Arabi Uniti  |
| F13       | 44,58 m        | Nozimakhon Kayumova | Uzbekistan     | 17 settembre 2016 | Rio de Janeiro, Brasile     |
| F33       | 16,99 m        | Lucyna Kornobys     | Polonia        | 10 novembre 2019  | Dubai, Emirati Arabi Uniti  |
| F34       | 22,28 m        | Zou Lijuan          | Cina           | 11 ottobre 2018   | Giacarta, Indonesia         |
| F35       | 28,44 m        | Wang Jun            | Cina           | 13 maggio 2017    | Pechino, Cina               |
| F36       | 29,55 m        | Wu Qing             | Cina           | 2 dicembre 2012   | Sharja, Emirati Arabi Uniti |
| F37       | 37,86 m        | Shirlene Coelho     | Brasile        | 8 settembre 2012  | Londra, Regno Unito         |
| F38       | 32,87 m        | Ramune Adomaitiene  | Lituania       | 13 giugno 2010    | Bottrop, Germania           |
| F40       | 23,37 m        | Renata Sliwinska    | Polonia        | 23 agosto 2020    | Cracovia, Polonia           |
| F41       | record vacante | record vacante      | record vacante | record vacante    | record vacante              |
| F42       | 31,51 m        | Claudia Biene       | Germania       | 16 settembre 2008 | Taipei, Taiwan              |
| F43       | 27,97 m        | Madeleine Deouwi    | Francia        | 1º gennaio 1999   | Bangkok, Thailandia         |
| F44       | 43,12 m        | Yao Juan            | Cina           | 30 agosto 2019    | Tientsin, Cina              |
| F45       | 21,65 m        | Irina Tychshenko    | Kazakistan     | 24 febbraio 2019  | Dubai, Emirati Arabi Uniti  |
| F46       | 45,73 m        | Holly Robinson      | Nuova Zelanda  | 6 aprile 2019     | Sydney, Australia           |
| F52       | 13,46 m        | Antonia Balek       | Croazia        | 3 giugno 2009     | Duisburg, Germania          |
| F53       | 11,87 m        | Esther Rivera       | Messico        | 13 agosto 2007    | Rio de Janeiro, Brasile     |
| F54       | 20,25 m        | Flora Ugwunwa       | Nigeria        | 13 settembre 2016 | Rio de Janeiro, Brasile     |
| F55       | 27,07 m        | Diāna Dadzīte       | Lettonia       | 17 luglio 2017    | Londra, Regno Unito         |
| F56       | 24,03 m        | Martina Willing     | Germania       | 13 giugno 2008    | Berlino, Germania           |
| F57       | 25,95 m        | Safia Djelal        | Algeria        | 21 marzo 2017     | Dubai, Emirati Arabi Uniti  |
| F61       | record vacante | record vacante      | record vacante | record vacante    | record vacante              |
| F62       | record vacante | record vacante      | record vacante | record vacante    | record vacante              |
| F63       | record vacante | record vacante      | record vacante | record vacante    | record vacante              |
| F64       | 26,61 m        | Faustyna Kotlowska  | Polonia        | 23 agosto 2020    | Cracovia, Polonia           |

### Lancio della clava
| Categoria | Prestazione | Atleta         | Nazione | Data             | Luogo                      |
| --------- | ----------- | -------------- | ------- | ---------------- | -------------------------- |
| F31       | 20,45 m     | Hind Frioua    | Marocco | 13 febbraio 2021 | Dubai, Emirati Arabi Uniti |
| F32       | 27,28 m     | Maroua Ibrahmi | Tunisia | 27 aprile 2019   | Marrakech, Marocco         |
| F51       | 25,23 m     | Zoia Ovsii     | Ucraina | 11 novembre 2019 | Dubai, Emirati Arabi Uniti |

### Pentathlon
| Categoria | Prestazione    | Atleta                    | Nazione        | Data              | Luogo                          |
| --------- | -------------- | ------------------------- | -------------- | ----------------- | ------------------------------ |
| P11       | 2 182 p.       | Martina Willing           | Germania       | 11 settembre 1992 | Barcellona, Spagna             |
| P12       | 2 877 p.       | Marija Ivekovic Mestrovic | Croazia        | 23 agosto 2005    | Espoo, Finlandia               |
| P13       | 3 661 p.       | Marla Runyan              | Stati Uniti    | 22 agosto 1996    | Atlanta, Stati Uniti d'America |
| P36       | record vacante | record vacante            | record vacante | record vacante    | record vacante                 |
| P37       | record vacante | record vacante            | record vacante | record vacante    | record vacante                 |
| P38       | record vacante | record vacante            | record vacante | record vacante    | record vacante                 |
| P42       | record vacante | record vacante            | record vacante | record vacante    | record vacante                 |
| P44       | 4 653 p.       | Andrea Scherney           | Austria        | 20 giugno 2003    | Assen, Paesi Bassi             |
| P51       | record vacante | record vacante            | record vacante | record vacante    | record vacante                 |
| P52/53    | 5 167 p.       | Cristeen Smith            | Nuova Zelanda  | 5 agosto 1993     | Stoke Mandeville, Regno Unito  |
| P54-58    | 5 707 p.       | Marianne Buggenhagen      | Germania       | 27 luglio 1994    | Berlino, Germania              |

## Misti
Statistiche aggiornate al 25 settembre 2021.

### Staffetta 4×100 metri
| Categoria  | Prestazione | Atleti            | Nazione | Data             | Luogo                      |
| ---------- | ----------- | ----------------- | ------- | ---------------- | -------------------------- |
| Universale | 46"35       | Liu Wang Zhou Wen | Cina    | 14 novembre 2019 | Dubai, Emirati Arabi Uniti |